# Lwów

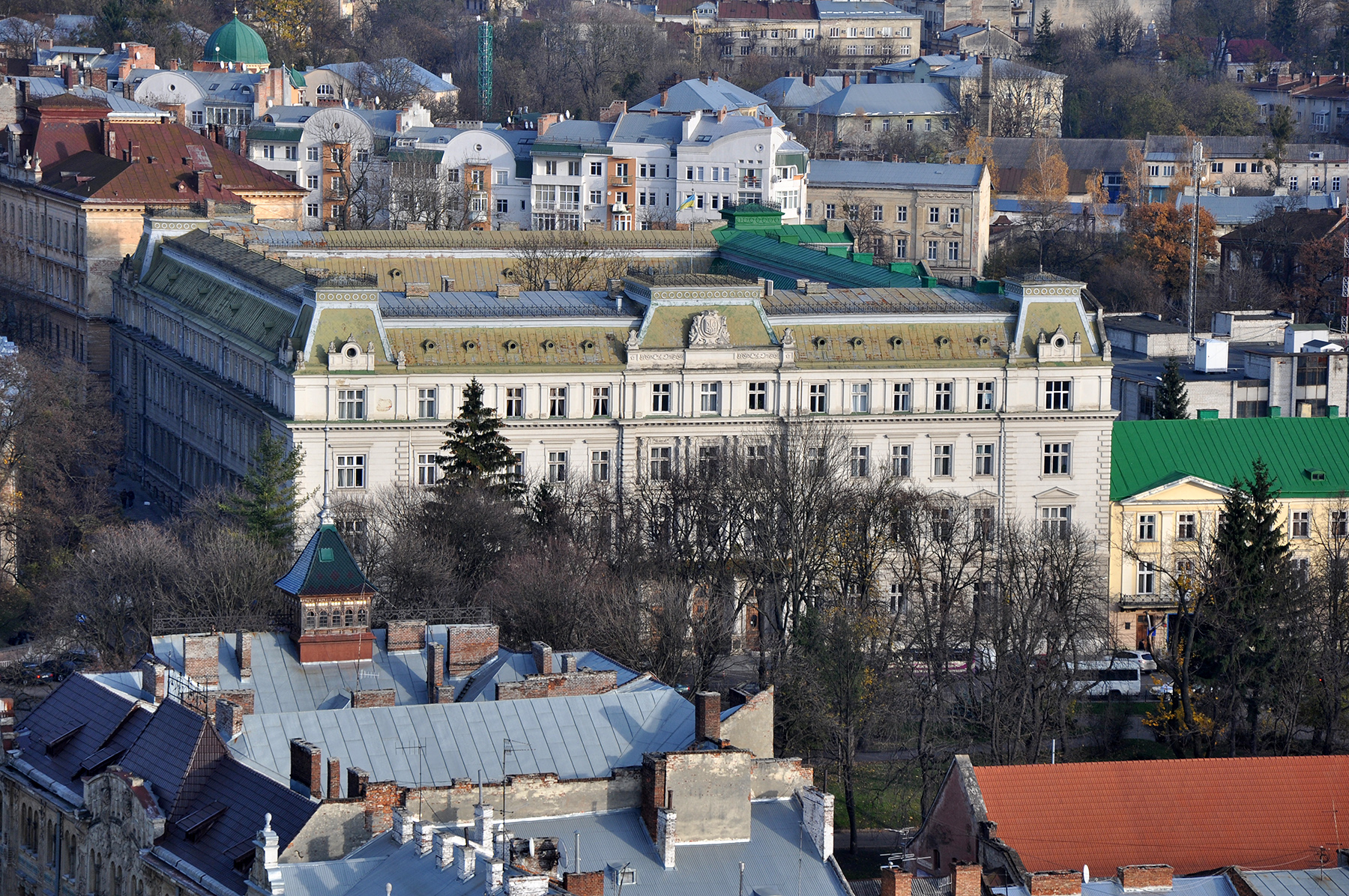
Gmach Namiestnictwa we Lwowie

Lwów (ukr. Львів, Lwiw) – miasto na Ukrainie, ośrodek administracyjny obwodu lwowskiego, rejonu lwowskiego i hromady Lwów.
Lwów jest położony na pograniczu wschodniego Roztocza (Roztocze Lwowskie) i Wyżyny Podolskiej, nad rzeką Pełtwią. Jest ważnym ośrodkiem przemysłowym, węzłem lotniczym, kolejowym i drogowym. Na początku 2021 roku, z liczbą mieszkańców wynoszącą niemal 718 tys., Lwów zajmował 7. miejsce wśród najludniejszych ukraińskich miast.
Założony ok. 1250 przez władcę Rusi Halicko-Włodzimierskiej Daniela, który nazwał miasto Lwowem na cześć swojego syna Lwa. W latach 1349–1370 w składzie Królestwa Polskiego, 1370–1387 w składzie Królestwa Węgier, od 1387 do 1772 ponownie w składzie Królestwa Polskiego i Rzeczypospolitej Obojga Narodów (od 1569), od 1434 był stolicą województwa ruskiego Korony. Miasto posiadało prawo do czynnego uczestnictwa w akcie wyboru króla. Lwów uzyskał prawo składu przed 1379 rokiem. Od pierwszego rozbioru (1772) pod władzą Austrii, jako stolica Królestwa Galicji i Lodomerii – kraju koronnego w składzie Austro-Węgier, aż do ich upadku (1918). W okresie zaborów był jednym z najważniejszych ośrodków nauki, oświaty i kultury polskiej oraz centrum politycznym i stolicą Galicji.
W listopadzie 1918 przedmiot zbrojnego sporu terytorialnego odradzającego się państwa polskiego i Zachodnioukraińskiej Republiki Ludowej, proklamowanej przez ukraińskich polityków Galicji Wschodniej. Od 23 grudnia 1920 do 16 sierpnia 1945 stolica województwa lwowskiego II Rzeczypospolitej, największe miasto tzw. Małopolski Wschodniej. Jedno z sześciu wielkich miast II Rzeczypospolitej (trzecie co do wielkości w kraju), obok największej z nich Warszawy, Łodzi, Poznania, Krakowa i najmniejszego Wilna.
W okresie II wojny światowej pod okupacją sowiecką, niemiecką i ponownie sowiecką. W konsekwencji decyzji mocarstw wielkiej trójki zapadłych na konferencji jałtańskiej znalazł się w granicach USRR, a ludność polska została wysiedlona przez władze sowieckie. Od 1991 w granicach niepodległej Ukrainy.
Lwów jako miasto wieloetniczne rozwijał się do wybuchu II wojny światowej we współistnieniu wielu różnych narodowości: oprócz dominujących liczebnie Polaków Lwów zamieszkiwali Żydzi, Ukraińcy, Ormianie, Niemcy, Czesi, Rosjanie i inni. Obecnie, w wyniku powojennych przesiedleń ludności i zmiany granic państwowych, zdominowany przez ludność ukraińską. Historyczne centrum Lwowa zostało w 1998 wpisane na listę światowego dziedzictwa UNESCO.
Współcześnie Lwów stanowi ważny ośrodek nauki i kultury na Ukrainie. Działa tu m.in. Uniwersytet Lwowski (powstały w 1661), Politechnika Lwowska (1844), Lwowska Galeria Sztuki (1897), Teatr Wielki (1900) i Polski Teatr Ludowy (1958). Miasto jest głównym ośrodkiem kultury i życia społecznego mniejszości polskiej na Ukrainie.

## Nazwa miasta
Nazwa Lwowa ma charakter dzierżawczy, od imienia „Lew”.
Ukraińscy nacjonaliści stosują niekiedy wobec Lwowa określenie Banderstadt (ukr. Бандерштадт) – na cześć Stepana Bandery.
Nazwy miasta w językach współcześnie lub historycznie istotnych dla Lwowa:
- ang. Lviv
- hebr. לבוב (Levov)
- jid. לעמבערג (Lemberg)
- łac. Leopolis
- niem. Lemberg
- orm. Լվով (Iwow)
- pol. Lwów
- ros. Львов (Lwow)
- ukr. Львів (Lwiw)

## Historia

### Prehistoria, czasy przedlokacyjne
Najstarsze archeologiczne ślady osadnictwa pochodzą z V wieku. Od IX wieku na obszarze północnej części dzisiejszego Lwowa, pomiędzy Górą Zamkową a rzeką Pełtwią, istniało osadnictwo plemienia lechickiego – Lędzian, w X w. powstała osada Lędzian na Górze Zamkowej. Istnienie osady potwierdzono w 1977 roku, kiedy podczas badań odkryto, że Cerkiew św. Mikołaja (w pobliżu Wysokiego Zamku) wybudowano na wcześniej funkcjonującym cmentarzysku.
W 981 teren Grodów Czerwieńskich został podbity przez Włodzimierza Wielkiego i dostał się pod panowanie Rusi Kijowskiej. Prawdopodobnie wcześniej, do roku 981, tereny te należały do państwa polskiego Mieszka I lub istniało tam niezależne państwo Lędzian. W czasie wyprawy wojennej na Kijów, w 1018, odbił te tereny Bolesław I Chrobry. W 1031 przyłączył je do Rusi Kijowskiej Jarosław I Mądry, przesiedlając część ludności lędziańskiej w okolice Kijowa. Raz jeszcze przyłączył je na krótko (1077-1086) do monarchii wczesnopiastowskiej Bolesław Śmiały, utracił je ostatecznie na rzecz Rusi Kijowskiej Władysław I Herman. Po 1031 pojęcie Grodów Czerwieńskich zanikło.

### Lwów w Rusi Halicko-Włodzimierskiej
Lwów zgodnie z tradycją został założony ok. 1250 przez księcia Daniela I Halickiego, wywodzącego się z dynastii Rurykowiczów, który nazwał miasto Lwowem na cześć swojego syna Lwa. Tę wersję przedstawili w XVII wieku burmistrzowie Lwowa: Jan Alnpek i Bartłomiej Zimorowicz, a pogląd ten ugruntował w 1894 Fryderyk Papée w monografii: Historya miasta Lwowa w zarysie. Wcześniej istniał tam ośrodek osadniczy w postaci podgrodzia z charakterystycznym elementem rozplanowania – wydłużonym rynkiem. Założenie grodu przez Daniela było de facto jego kolejną odbudową po najeździe Batu-chana z 1240. Pierwsza wzmianka o Lwowie pochodzi z Latopisu halicko-wołyńskiego z 1256, miasto wzmiankowane jest w związku z pożarem Chełma – stolicy Rusi Halicko-Włodzimierskiej.
Lew I Halicki po śmierci ojca przeniósł w 1272 do Lwowa stolicę Rusi Halicko-Włodzimierskiej.

### Królestwo Polskie i Rzeczpospolita Obojga Narodów

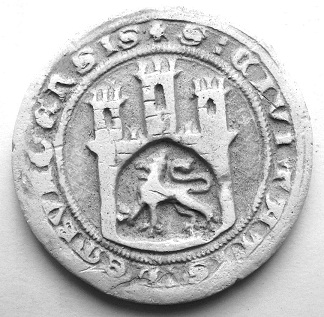
Najstarsza znana pieczęć Lwowa z 1359 r.

W 1340 po śmierci Bolesława Jerzego II miasto, na podstawie umowy spadkowej podpisanej dwa lata wcześniej, przeszło pod berło króla Polski. W latach 1340–1349 pod władzą namiestniczą Detki (Dymitra), w 1349 objęty faktycznie przez Kazimierza Wielkiego. W 1350 książę litewski Lubart w czasie napadu zniszczył Lwów. 17 kwietnia 1356 Kazimierz III Wielki lokował Stare Miasto na prawie magdeburskim. W dokumencie lokacyjnym wyraźnie zaznaczył (co potwierdza jego tolerancyjną politykę), że wszyscy mieszkańcy, zarówno Polacy, jak i Rusini, Ormianie, Żydzi i Tatarzy mają prawo do zachowania własnych praw, religii i obyczajów. Od 1360 miasto stało się stolicą lwowskiej diecezji ormiańskiej Apostolskiego Kościoła Ormiańskiego, której pierwszym biskupem został Grzegorz I Wielki (Grigor I Wielki). Ludwik I Węgierski przyłączył Ruś Czerwoną wraz ze Lwowem do Węgier w 1370. Rządy namiestnicze sprawował tam w imieniu króla książę Władysław Opolczyk. Po jego odwołaniu, od 1379 rządzili tu starostowie węgierscy. W 1387 usunęła ich królowa Jadwiga Andegaweńska, która ogłosiła akt przyłączenia Rusi Halicko-Włodzimierskiej do Korony. W 1412 (1414) miasto stało się stolicą archidiecezji lwowskiej i siedzibą metropolity łacińskiego, w miejsce przeniesionej do Lwowa metropolii halickiej. Pierwszym arcybiskupem metropolitą lwowskim był Jan Rzeszowski, do 1414 metropolita halicki. Jednymi z pierwszych arcybiskupów metropolitów lwowskich byli Grzegorz z Sanoka i Jan Długosz. Podobnie jak Kraków, Gdańsk czy Toruń, Lwów był miastem królewskim i posiadał dla Rzeczypospolitej wielkie znaczenie obronne i ekonomiczne. W XVII wieku Lwów, liczący 30 tysięcy mieszkańców, był po Gdańsku drugim co do wielkości i bogactwa miastem Rzeczypospolitej.
Prawo składu nadane w 1444 i korzystne położenie na kupieckim szlaku bałtyckim i czarnomorskim spowodowały wzrost zasobności mieszczan i bujny rozkwit miasta, zwłaszcza po pożarze w 1527 roku, co znalazło swój wyraz m.in. w budowanych od średniowiecza okazałych budowlach obronnych, sakralnych i świeckich oraz w rozwoju nauki, kultury i sztuki.

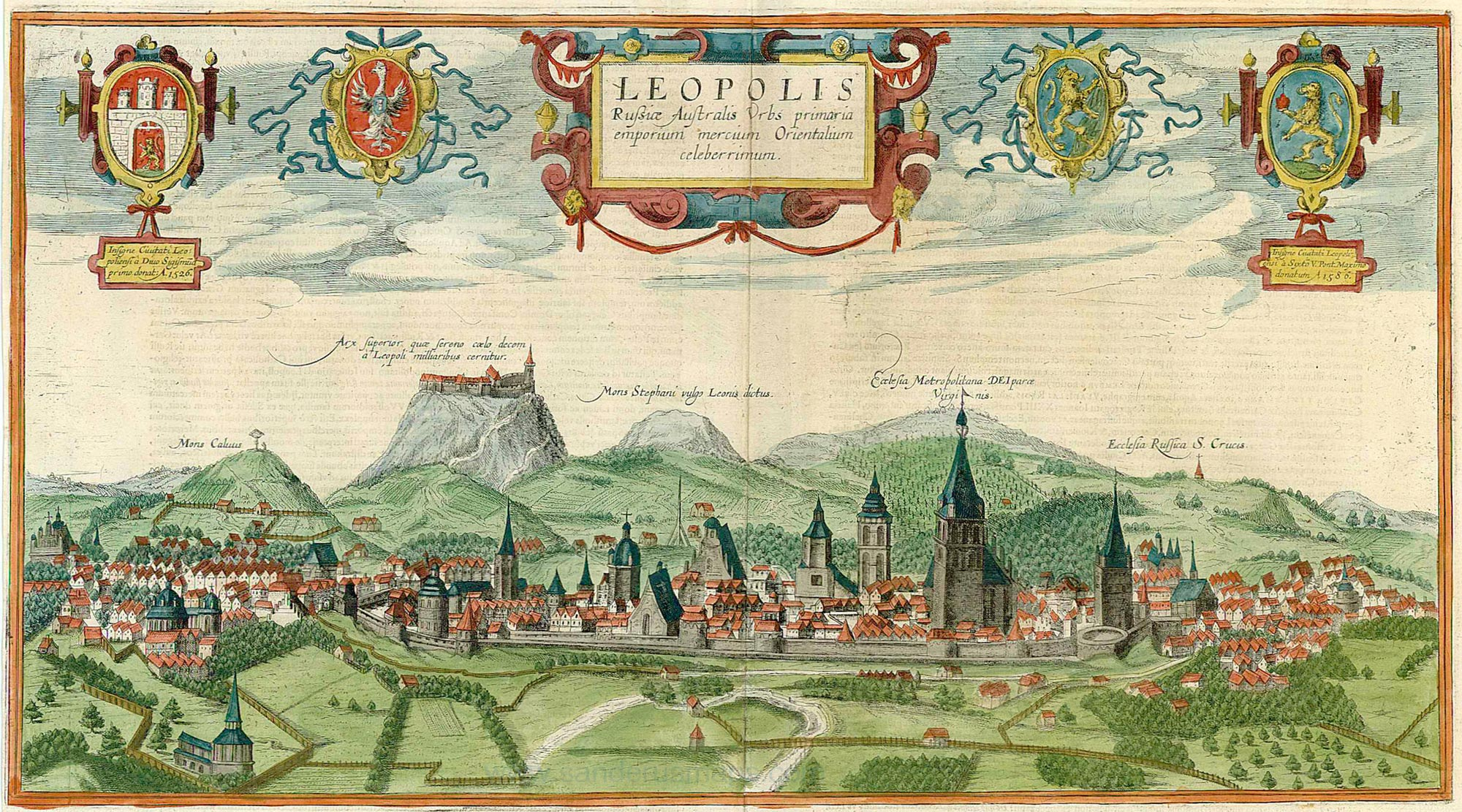
Panorama Lwowa w 1616 roku.

Miasto zamieszkane było przez przedstawicieli różnych nacji i religii: Polacy, Żydzi, Rusini, Ormianie, Włosi, Węgrzy, Niemcy, Tatarzy i in., którzy ze względu na silne oddziaływanie kultury polskiej z reguły polonizowali się już w drugim pokoleniu, zachowując przy tym swoje obyczaje i religię. Lwów był jedynym miastem w świecie posiadającym trzy (z czasem katolickie) metropolie różnych obrządków: od 1361 ormiańską (przeniesioną z Łucka), a po 1630 ormiańskokatolicką, od 1412 łacińską (przeniesioną z Halicza), i od 1807 greckokatolicką. Ponadto w latach 1539–1700 istniało we Lwowie biskupstwo obrządku prawosławnego.
Lwów był miastem wielonarodowościowym. Według szacunkowych danych w 1648 roku w trzydziestotysięcznym Lwowie mieszkało około 50% Polaków, 20% Rusinów i od 16 do 20% Żydów. Żyli tu Ormianie oraz mieszczanie kilkunastu innych narodowości, m.in. Niemcy, Węgrzy, Włosi, Grecy, Bułgarzy, Karaimi i Tatarzy.
Z racji swojego położenia Lwów był narażony na ataki wrogich wojsk (Turków i Tatarów, po 1648 również Kozaków i Rosjan). Silnie ufortyfikowany i uzbrojony staraniem królów polskich i swoich obywateli, zasobny w dobra materialne, którymi także opłacano okup najeźdźcom, miał opinię miasta niezdobytego. Bronił się skutecznie przed najazdami, bronił też solidarnie przed wydaniem wrogowi swoich obywateli niezależnie od ich narodowości i religii. W roku 1656 król Jan II Kazimierz Waza złożył w katedrze – niespełnione później – śluby lwowskie, a dwa lata później, oddając hołd dzielności i zasługom miasta, zrównał Lwów w prawach z Krakowem i Wilnem, oraz nobilitował mieszczan lwowskich. W tym samym roku papież Aleksander VII nadał miastu tytuł Semper Fidelis za obronę i wierność wierze rzymskokatolickiej, a Sejm Rzeczypospolitej Obojga Narodów nadał miastu tytuł Semper Fidelis Poloniae. Od połowy XVII w. następował jednak stopniowy upadek militarny i ekonomiczny miasta, które stało się celem ataków kozackich, tureckich i szwedzkich. Miasto zmuszone było płacić oblegającym wysokie kontrybucje. W 1704, podczas III wojny północnej po raz pierwszy od średniowiecza Lwów został zajęty przez obce wojska (armię szwedzką Karola XII), obrabowany i zmuszony do zapłaty kontrybucji. Podkopało to status materialny miasta.

### Zabór austriacki

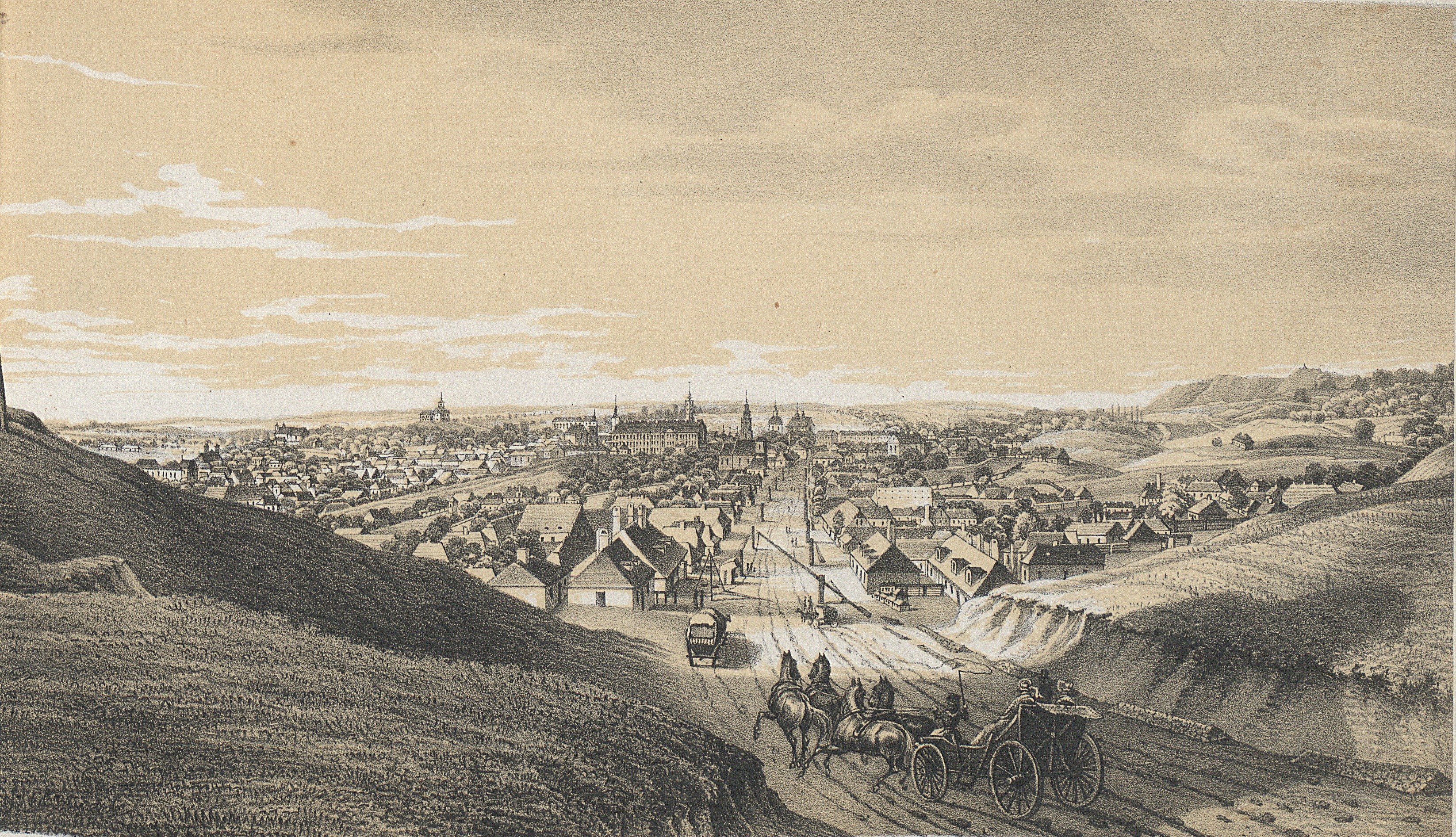
Panorama Lwowa w połowie XIX wieku

W 1772, w wyniku I rozbioru Polski, miasto znalazło się pod władzą Austrii jako stolica Królestwa Galicji i Lodomerii.
W 1782 r. w ramach tzw. kasaty józefińskiej władze austriackie zlikwidowały we Lwowie 15 klasztorów.
W dniach 2–19 czerwca 1809 we Lwowie zajętym przez wojska Księstwa Warszawskiego dowodzone przez księcia Józefa Poniatowskiego, działał krótko Rząd Centralny Wojskowy Tymczasowy Obojga Galicji pod prezesurą ordynata Stanisława Kostki Zamoyskiego.
W okresie Wiosny Ludów 2 listopada 1848 miasto zostało na rozkaz gubernatora Franza Stadiona ostrzelane z dział przez wojsko austriackie. Dla kontroli nad miastem w latach 1852–1854 Austriacy wznieśli Cytadelę na wzgórzu, z którego w 1848 prowadzili ostrzał.

### Autonomia galicyjska

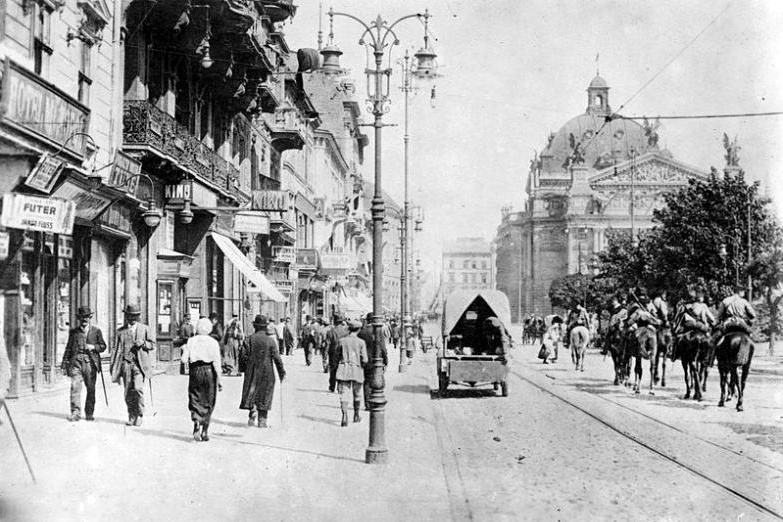
Lwów, Wały Hetmańskie, ok. 1900

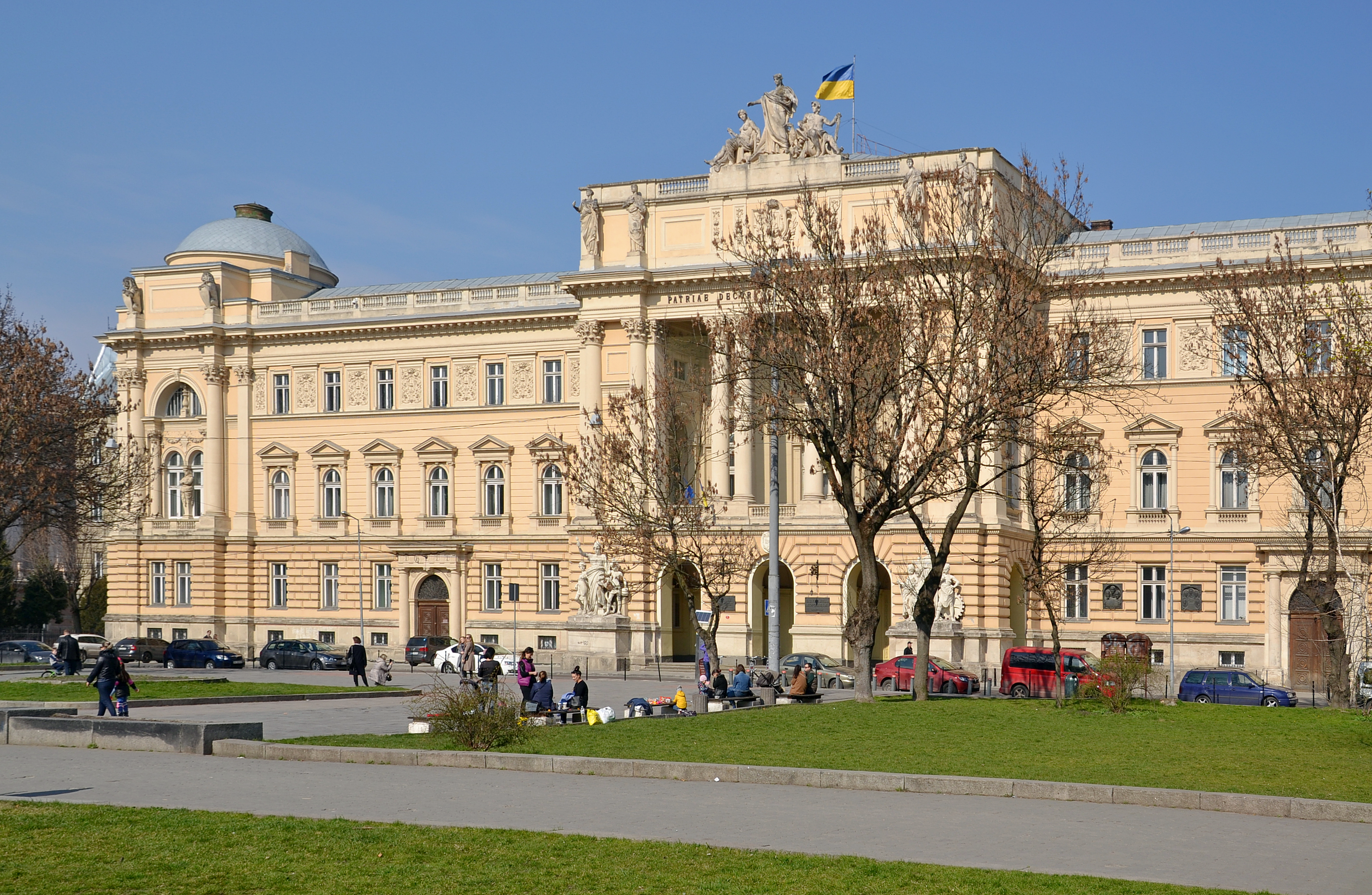
Gmach Sejmu Krajowego Galicji we Lwowie, obecnie gmach główny Uniwersytetu Lwowskiego – widok współczesny

Po kilkudziesięcioletnim okresie germanizacji, znaczonym kolejnymi próbami oporu Polaków wobec zaborcy (1790, 1809, 1830, 1848), po przekształceniu w 1867 Cesarstwa Austrii w Austro-Węgry Lwów, stolica Galicji – kraju koronnego Przedlitawii, cieszył się szeroką autonomią i swobodą rozwoju nauki i kultury polskiej: w 1882 Uniwersytet Lwowski uległ repolonizacji, w 1875 zatwierdzono powstanie Polskiego Towarzystwa Przyrodników im. Kopernika, w 1891 założono Muzeum Historyczne Miasta Lwowa, w 1896 otwarto Teatr Wielki, w 1897 założono Lwowską Galerię Obrazów, w 1901 powstało Towarzystwo Naukowe we Lwowie, w 1908 założono Muzeum Narodowe im. Króla Jana III.
W okresie autonomii galicyjskiej Lwów stał się również ośrodkiem ukraińskiego ruchu narodowego, a jako stolica Galicji centrum działalności naukowej, politycznej, kulturalnej, społecznej i gospodarczej Ukraińców zamieszkujących Galicję Wschodnią. Na Uniwersytecie Lwowskim działały katedry z ukraińskim językiem wykładowym. We Lwowie miały siedzibę m.in. Towarzystwo Naukowe im. Szewczenki, towarzystwo społeczno-oświatowe Proswita (oświata ludowa), Centrobank – główna instytucja finansowa ukraińskiej spółdzielczości w Galicji, Narodnyj Dim, organizacja skautowa Płast, ukraińskie partie polityczne (Ukraińska Partia Radykalna, Ukraińska Partia Narodowo-Demokratyczna, Ukraińska Partia Socjal-Demokratyczna i in.), a bezpośrednio przed I wojną światową również organizacje paramilitarne (Ukraiński Związek Siczowy (1912), Towarzystwo Ukraińskich Strzelców Siczowych (1914)).

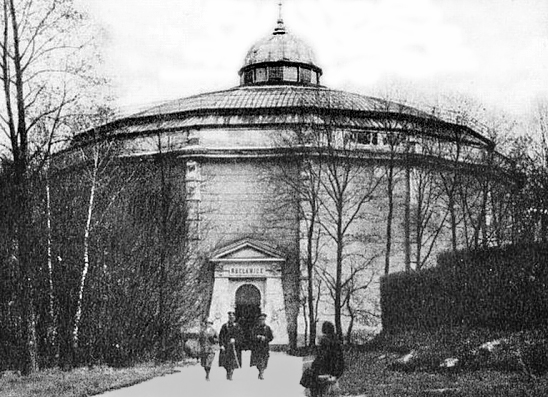
Lwów, Panorama Racławicka, ok. 1900

W latach bezpośrednio poprzedzających wybuch I wojny światowej Lwów był centrum polskiej działalności niepodległościowej w Galicji. Tu został utworzony przez Józefa Piłsudskiego i Kazimierza Sosnkowskiego Związek Walki Czynnej (1908) i Związek Strzelecki (1910).

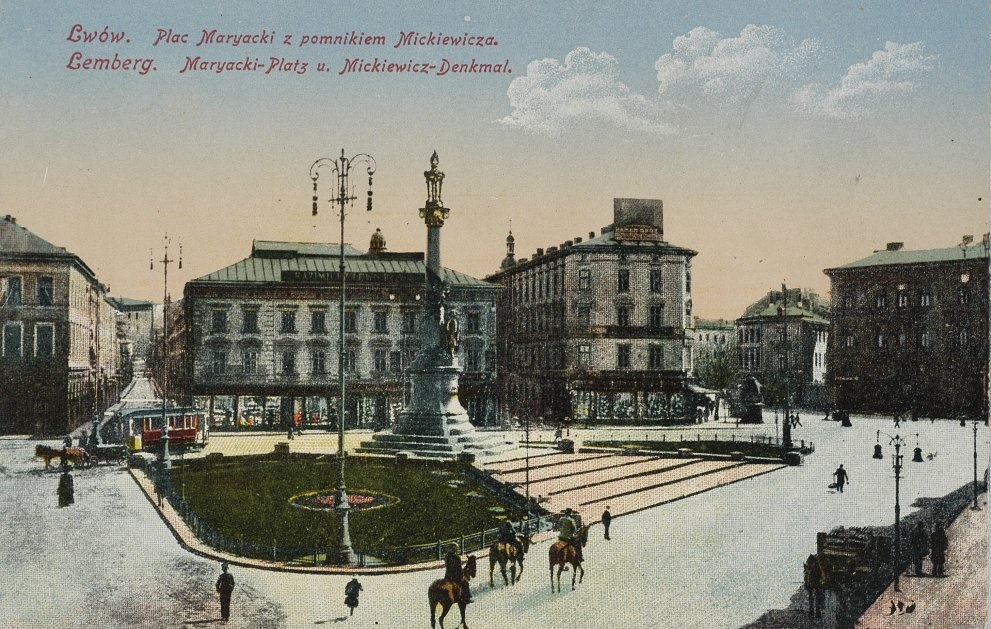
Pocztówka z około 1910 roku przedstawiająca plac Mariacki (obecnie plac Mickiewicza)

W 1908 namiestnik Galicji Andrzej Potocki padł we Lwowie ofiarą zamachu z rąk ukraińskiego studenta Myrosława Siczynskiego. Był to symptom nasilającego się od początku XX w. w Galicji Wschodniej konfliktu politycznego między polską Narodową Demokracją a narodowcami ukraińskimi. Konflikt dotyczył demokratyzacji prawa wyborczego do Sejmu Krajowego Galicji (zniesienie obowiązującego systemu kurialnego, faworyzującego wyborców polskich) i statusu Ukraińców w instytucjach Galicji. Wynegocjowana ugoda polsko-ukraińska w tej sprawie nie weszła w życie w związku z wybuchem I wojny światowej.

### I wojna światowa i spór o przynależność państwową Lwowa po I wojnie światowej

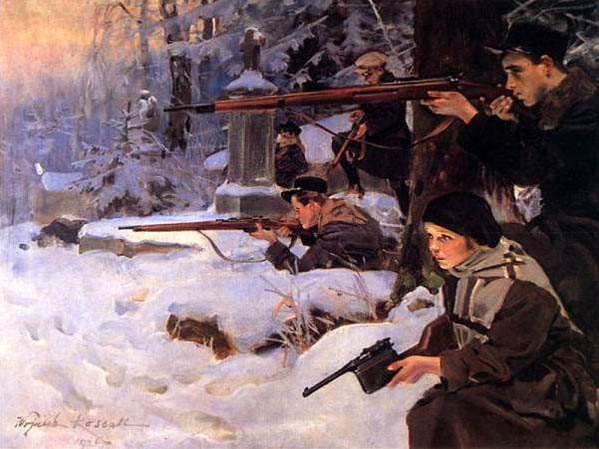
Orlęta – obrona cmentarza, obraz Wojciecha Kossaka z 1926 roku

Podczas I wojny światowej, w nocy z 3 na 4 września 1914 Lwów został zajęty przez armię rosyjską, po bitwie pod Gorlicami i kontrofensywie wojsk Państw Centralnych 22 czerwca 1915 znalazł się ponownie pod władzą Austrii.
1 listopada 1918 roku, wraz z upadkiem Austro-Węgier politycy ukraińscy proklamowali we Lwowie powstanie Zachodnioukraińskiej Republiki Ludowej i przy pomocy złożonych z Ukraińców oddziałów armii Austro-Węgier opanowali miasto. Polska ludność Lwowa, dążąca do przyłączenia miasta, jak również całego terytorium Galicji Wschodniej, do odradzającego się po zaborach państwa polskiego, przeciwstawiła się temu zbrojnie. Wybuchły polsko-ukraińskie walki o miasto, określane w polskiej historiografii jako obrona Lwowa, które przekształciły się następnie w regularną wojnę polsko-ukraińską. 22 listopada 1918 roku, po wycofaniu się Ukraińców z miasta, doszło do pogromu miejscowej ludności żydowskiej przy biernej postawie polskich oddziałów. Miasto było oblegane przez Ukraińską Armię Halicką do maja 1919 roku. Paryska konferencja pokojowa zatwierdziła 25 czerwca 1919 roku tymczasową administrację Polski nad terytorium Galicji Wschodniej, w tym nad Lwowem. W sierpniu 1919 roku ostatnie oddziały Ukraińskiej Armii Halickiej zostały wyparte za rzekę Zbrucz, wyznaczającą wschodnią granicę Galicji, co było de facto równoznaczne z upadkiem ZURL. W czasie wojny polsko-bolszewickiej w lipcu 1920 roku Armia Czerwona prowadziła ofensywę na Lwów, czasowo okupując część Galicji Wschodniej. W sierpniu 1920 roku nacierająca na miasto sowiecka 1 Armia Konna Siemiona Budionnego została zatrzymana przez Wojsko Polskie w bitwie pod Zadwórzem. Po zakończeniu walk, marszałek Józef Piłsudski w uznaniu bohaterstwa mieszkańców, a zwłaszcza Orląt Lwowskich, 22 listopada 1920 odznaczył miasto orderem wojskowym „Virtuti Militari" V kl.. Ponadto miasto zostało odznaczone Krzyżem Obrony Lwowa z Mieczami, odznakami honorowymi ze Śląska i Poznania, odznaką pamiątkową 5 Pułku Piechoty Legionów. Traktat ryski ustalił granicę pomiędzy Polską a Ukraińską SRR na Zbruczu, co wobec nieuznawania Rosyjskiej FSRR i Ukraińskiej SRR na arenie międzynarodowej miało jedynie charakter dwustronny (zrzeczenie się przez RFSRR i USRR pretensji do Galicji Wschodniej). Państwa Ententy i organy przez nie wyłonione (Rada Ambasadorów, Rada Ligi Narodów) aż do 14 marca 1923 roku uznawały Galicję Wschodnią ze Lwowem za terytorium sporne, nie należące do państwa polskiego, nad którym suwerenną władzę sprawują państwa Ententy na mocy traktatu pokojowego z Austrią. Ententa nigdy nie uznała również niepodległości Zachodnioukraińskiej Republiki Ludowej. W odniesieniu do terytorium Galicji Wschodniej próbowała początkowo wprowadzić rozwiązanie tymczasowe w postaci przyznania Polsce 25-letniego mandatu na zarządzanie Galicją Wschodnią, przy zapewnieniu temu terytorium autonomii. Po upływie okresu mandatu miałoby nastąpić rozstrzygnięcie jego ostatecznej przynależności państwowej w formie plebiscytu. Intencją polityczną państw Ententy było zachowanie terytorium Galicji Wschodniej dla „białej” Rosji. Polska sprzeciwiała się tym koncepcjom, jednocześnie realizując na administrowanym terytorium politykę faktów dokonanych, integrując je z państwem polskim.
Po utrwaleniu władzy komunistów w Rosji i upadku oczekiwań na restytucję Rosji niebolszewickiej, 15 marca 1923 roku Rada Ambasadorów uznała suwerenność Polski nad terytorium Galicji Wschodniej, przy zastrzeżeniu wprowadzenia przez Polskę statusu autonomicznego dla tego terytorium.

### II Rzeczpospolita

Herb Lwowa w II Rzeczypospolitej

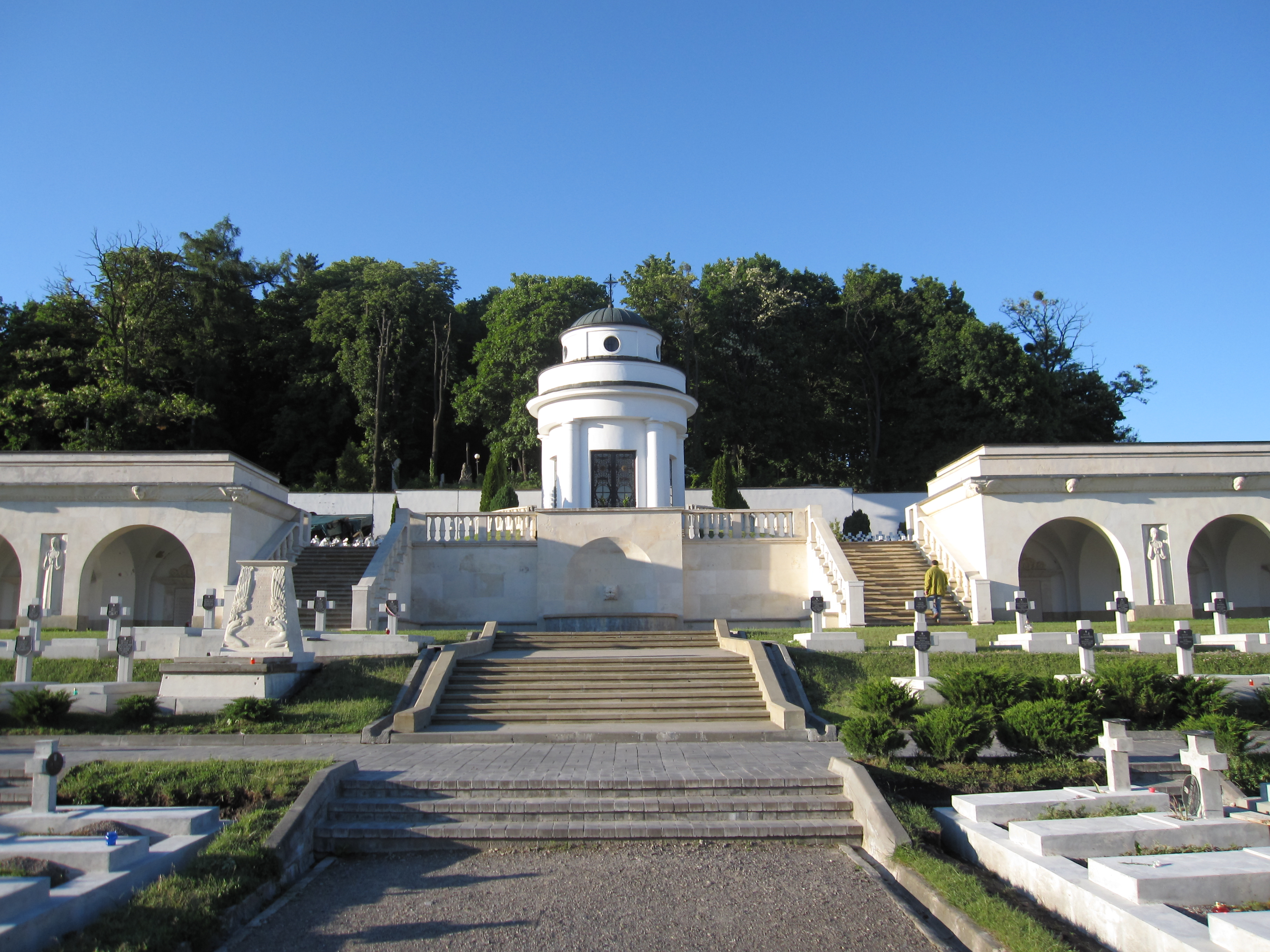
Cmentarz Obrońców Lwowa – widok współczesny

W okresie międzywojennym Lwów był trzecim pod względem liczby ludności po Warszawie i Łodzi miastem Polski i stolicą województwa, utracił jednak posiadany za czasów austriackich status stolicy kraju. W pierwszych latach niepodległości wielu lwowian migrowało do innych miast Polski, gdzie obejmowali stanowiska w administracji, nauce i przemyśle. Samo miasto także szybko odbudowało się z wojennych zniszczeń. Rozporządzeniem z 11 kwietnia 1930 włączono do miasta gminy wiejskie Zamarstynów, Hołosko Małe, Kleparów, Sygniówkę, Kulparków, Zniesienie oraz części gmin Biłohorszcze, Kozielniki, Krzywczyce; zmiany wprowadzono w życie z dniem 1 kwietnia 1931. Był to obszar 3106 ha zamieszkały przez ok. 50 tysięcy mieszkańców. Tereny te stopniowo zagospodarowywano na dzielnice miasta – powstał tzw. Wielki Lwów. Łącznie miasto miało 67 km² (6346 ha) i ponad 300000 mieszkańców. Lwów stał się trzecim co do wielkości miastem Rzeczypospolitej.
Pomimo odpływu wielu przedstawicieli elity, miasto wciąż było jednym z głównych w kraju ośrodków nauki, kultury, sztuki i turystyki. Był obok Krakowa, Poznania, Warszawy, Wilna i Lublina miastem uniwersyteckim – jednym z głównych ośrodków nauki i kultury polskiej. Lwów był także głównym ośrodkiem kulturalno-politycznym Ukraińców w Rzeczypospolitej, a także ośrodkiem ukraińskiej konspiracji.

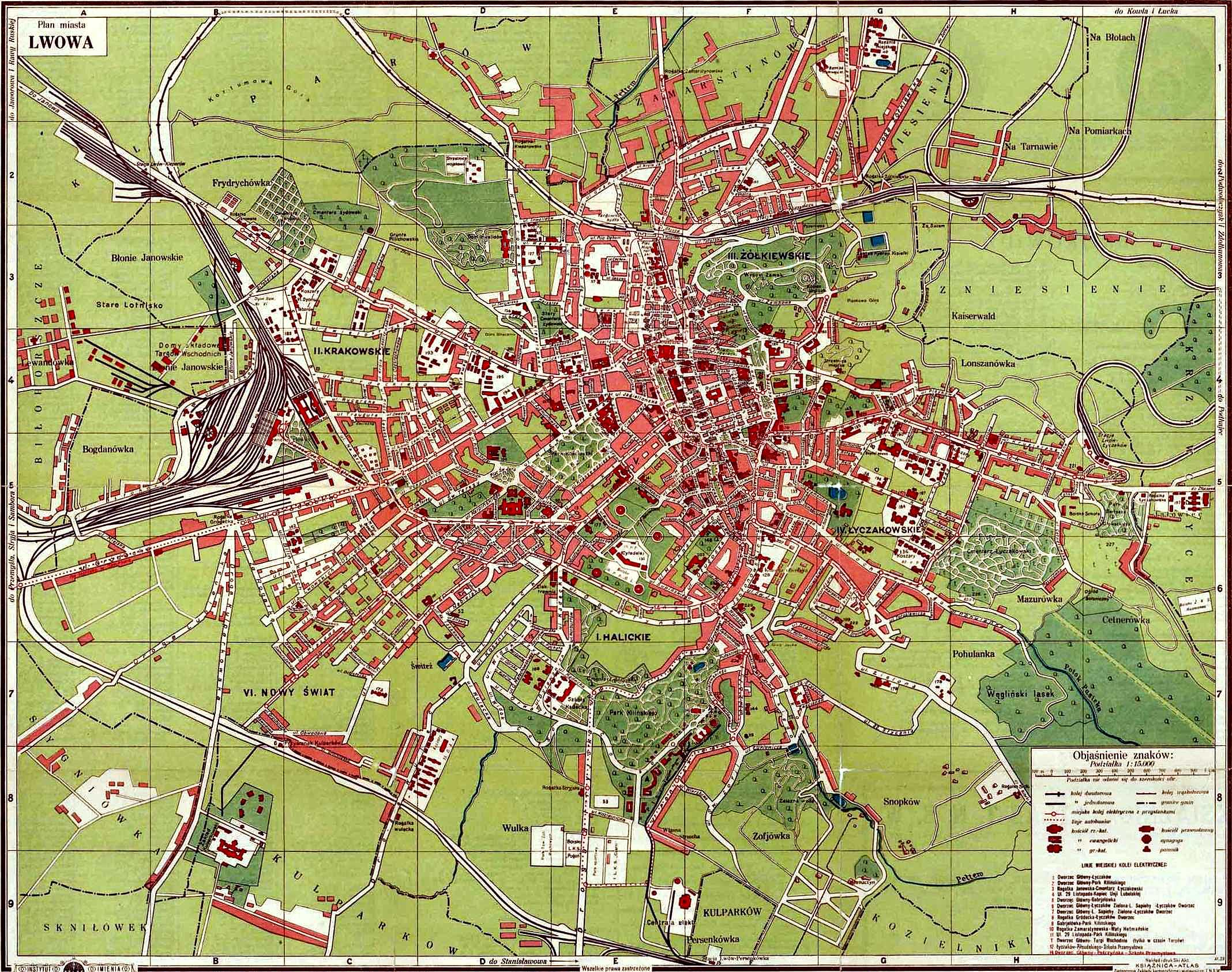
Lwów, plan miasta, 1923

Według danych z rocznika statystycznego z 1931 roku, przed II wojną światową, Lwów zamieszkiwało około 63,5% Polaków, 24,1% Żydów, 7,8% Ukraińców, a także 3,5% Rusinów i 0,8% Niemców.
Według Grzegorza Hryciuka, w sierpniu 1939 roku Lwów liczył 333,5 tys. mieszkańców, w tym 169,9 tys. Polaków (50,9%), 104,7 tys. Żydów (31,4%), 53,2 tys. Ukraińców (16,0%) 2,6 tys. Niemców (0,8%) oraz 3,1 tys. osób innych narodowości (0,9%).
Podczas gdy od ponad połowy do około dwóch trzecich mieszkańców miasta stanowili Polacy (w zależności od danych statystycznych), z których część posługiwała się charakterystyczną lwowską gwarą, we wschodniej części województwa lwowskiego na większości obszaru wiejskiego przeważała ludność ukraińska. Polskie władze zobowiązały się na arenie międzynarodowej do zapewnienia Galicji Wschodniej autonomii, w tym utworzenia odrębnego uniwersytetu ukraińskiego we Lwowie. We wrześniu 1922 roku polski Sejm przyjął ustawę regulującą te kwestie, jednak nigdy nie została ona zrealizowana. Zamiast tego rząd polski zamknął wiele szkół ukraińskich, które rozkwitły wcześniej pod panowaniem austriackim.
Przedwojenny Lwów miał również dużą i aktywną społeczność żydowską, stanowiącą około jednej czwartej populacji miasta. W wyborach parlamentarnych 1928 roku lista syjonistyczna na terenie miasta zdobyła najwięcej głosów (przed BBWR). W listopadzie 1932 roku doszło w mieście do gwałtownych zamieszek antyżydowskich. Poszkodowanych zostało kilkaset osób. W grudniu 1935 roku, jako pierwsze w kraju, władze Politechniki Lwowskiej wprowadziły na wydziałach inżynierii i mechanicznym tzw. getto ławkowe, czyli oddzielne miejsce siedzenia dla studentów chrześcijan i Żydów.
Inaczej niż w czasach Austro-Węgier, gdy rozmiar oraz ilość parad publicznych czy innych form wyrazu kulturowego odpowiadała względnej populacji każdej narodowości zamieszkującej miasto, władze II RP kładły nacisk na podkreślanie polskiego charakteru miasta. Ograniczono publiczną ekspozycję kultury żydowskiej i ukraińskiej. Parady wojskowe i obchody walk na poszczególnych ulicach miasta, wszystkie celebrujące siły polskie, walczące z Ukraińcami w 1918 roku, stały się częste. Wzniesiono także okazały pomnik i miejsce pochówku żołnierzy polskich poległych w tym konflikcie na Cmentarzu Łyczakowskim, najstarszej nekropolii w mieście.
W kwietniu 1936 miały miejsce we Lwowie antyrządowe zamieszki organizowane przez bezrobotnych i robotników, w których na skutek brutalnej interwencji policji zginął jeden demonstrant. Podczas jego pogrzebu wybuchły kolejne zamieszki, w efekcie których zginęło 48 osób.
W 1938 miasto Lwów zostało odznaczone odznaką pamiątkową 5 Pułku Piechoty Legionów.

### I okupacja radziecka

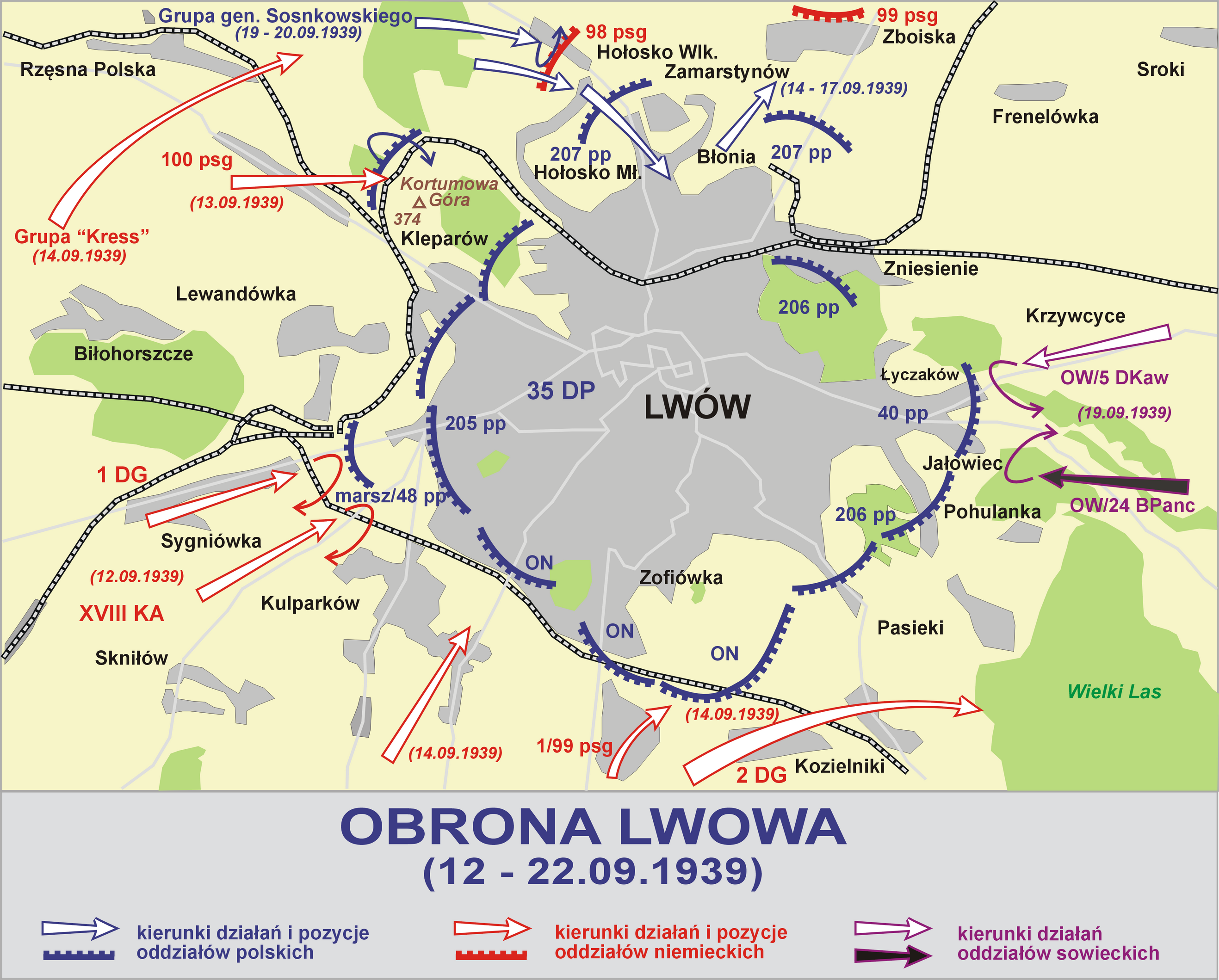
Obrona Lwowa

Zgodnie z tajnym protokołem dodatkowym do paktu Ribbentrop-Mołotow z 23/24 sierpnia 1939 po agresji III Rzeszy i ZSRR na Polskę, Lwów po kapitulacji 23 września 1939 znalazł się pod okupacją Armii Czerwonej. 22 września 1939 dowódca obrony Lwowa gen. Władysław Langner podpisał z dowództwem sowieckim kapitulację, przewidującą m.in. bezpieczny wymarsz żołnierzy Wojska Polskiego (w tym oficerów) i policji w kierunku granicy z Rumunią, po uprzednim złożeniu broni – umowę tę strona sowiecka złamała złożeniu broni przez polskich żołnierzy, aresztując ich wszystkich i wywożąc w głąb ZSRR. Oficerowie uczestniczący w obronie Lwowa byli przetrzymywani w obozie w Starobielsku, a następnie w przeważającej większości zostali zamordowani przez NKWD w Charkowie i pochowani w dołach śmierci w Piatichatkach i Bykowni. Lwowscy policjanci zostali wymordowani ogniem karabinów maszynowych na szosie prowadzącej na Winniki.
Sowieckie władze okupacyjne po przeprowadzeniu pseudowyborów dokonały w dniach 1–2 listopada 1939 formalnej aneksji okupowanych terenów II Rzeczypospolitej. Konsekwencją aneksji było narzucenie mieszkańcom terenów okupowanych obywatelstwa ZSRR i rozpoczęcie procesu sowietyzacji terenów okupowanych i systematycznych represji policyjnych NKWD. Powyższe akty prawne, sprzeczne z Konwencją haską IV (1907) były nieważne w świetle prawa międzynarodowego i nie były uznawane zarówno przez Rząd RP na uchodźstwie, jak i państwa sojusznicze wobec Polski, a także państwa trzecie (neutralne) przez cały czas trwania II wojny światowej. Sowieci wprowadzili terror polityczny, dokonywali masowych aresztowań przedstawicieli polskich i ukraińskich elit politycznych, masowych wywózek i grabieży majątku. Planowo niszczyli naukę i kulturę polską, a przedstawicieli inteligencji, Kościoła, wojska, działaczy społecznych i politycznych zsyłali do systemu obozów koncentracyjnych Gułagu lub mordowali. Rodziny aresztowanych i zwykli ludzie podlegali przymusowym deportacjom na Syberię, do Komi i Kazachstanu. Do czerwca 1941 miały miejsce trzy fale masowych aresztowań i deportacji, wybuch wojny niemiecko-sowieckiej uniemożliwił przygotowaną czwartą deportację. W okresie pierwszej okupacji Lwowa przez Sowietów, zostali aresztowani przez NKWD m.in. następujący przedstawiciele nauki polskiej związani ze Lwowem: Stanisław Głąbiński, Ludwik Dworzak i Zenon Wachlowski, którzy zostali zamordowani, lub po aresztowaniu zmarli w sowieckich więzieniach.
Wysocy oficerowie gestapo i NKWD spotkali się we Lwowie dla omówienia współpracy. Obie strony zobowiązały się nie tolerować „polskiej agitacji” przeciwko drugiej stronie.
Przed wycofaniem się z miasta przez Armię Czerwoną po ataku Niemiec na ZSRR, w dniach 24–26 czerwca 1941 funkcjonariusze NKWD wymordowali we lwowskich więzieniach ponad 7 tysięcy polskich i ukraińskich więźniów.

### Okupacja niemiecka
Okupacja niemiecka Lwowa otworzyła okres nowych zbrodni. Po ataku Niemiec na ZSRR i zajęciu miasta (30 czerwca 1941) oddział niemieckiej policji (Einsatzgruppen) wraz z ukraińską milicją przeprowadzili pogrom Żydów i dokonali masowych egzekucji żydowskich mieszkańców miasta.
Nad ranem 4 lipca 1941 Einsatzkommando zur besonderen Verwendung dokonało mordu na 25 polskich profesorach na Wzgórzach Wuleckich (w niektórych przypadkach wraz z rodzinami). Zginęli wybitni przedstawiciele polskiej nauki, m.in.: Antoni Cieszyński, Władysław Dobrzaniecki, Jan Grek, Jerzy Grzędzielski, Edward Hamerski, Henryk Hilarowicz, Władysław Komornicki, Włodzimierz Krukowski, Roman Longchamps de Bérier, Antoni Łomnicki, Witold Nowicki, Tadeusz Ostrowski, Stanisław Pilat, Stanisław Progulski, Roman Rencki, Stanisław Ruff, Włodzimierz Sieradzki, Adam Sołowij, Włodzimierz Stożek, Kazimierz Vetulani, Kasper Weigel, Roman Witkiewicz, Tadeusz Boy-Żeleński. Ofiarami mordu było ponad 40 osób.

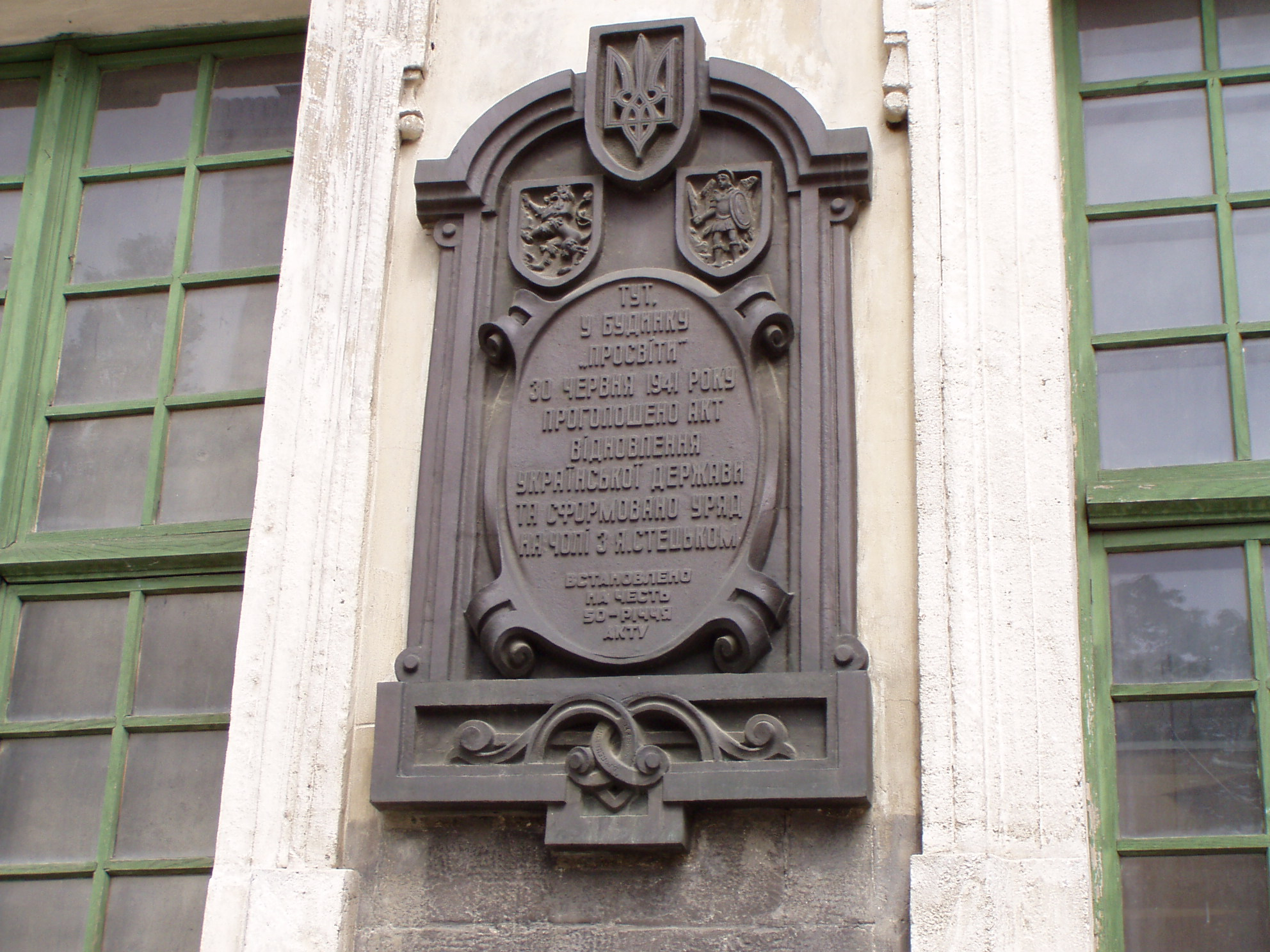
Tablica upamiętniająca ogłoszenie Aktu odnowienia Państwa Ukraińskiego na lwowskim Rynku

30 czerwca 1941 nacjonaliści ukraińscy z frakcji OUN-B dokonali we Lwowie proklamacji niepodległości państwa ukraińskiego sprzymierzonego z III Rzeszą, powołania rządu Jarosława Stećki i próby przejęcia władzy w mieście. 11 lipca 1941 rząd Stećki został aresztowany przez Gestapo, władzę przejęła niemiecka administracja okupacyjna. Powołana przez nacjonalistów ukraińska milicja została 1 sierpnia 1941 rozwiązana. 1 sierpnia 1941 Lwów został dekretem Adolfa Hitlera formalnie wcielony do Generalnego Gubernatorstwa jako stolica Dystryktu Galicja. We wrześniu 1941 Niemcy rozpoczęli aresztowania nacjonalistów ukraińskich, a Jurij Polanśkyj (od 30.VI.1941 ukraiński burmistrz Lwowa) został zastąpiony przez niemieckiego starostę miejskiego. Niemcy wprowadzili w mieście ukraińską policję pomocniczą.
Niemcy zamknęli Żydów lwowskich w getcie i większość zamordowali wiosną-latem 1942 w obozie śmierci w Bełżcu.
Do końca okupacji niemieckiej w Polsce zginęli inni przedstawiciele nauki polskiej związani ze Lwowem: Władysław Tadeusz Wisłocki, Marian Auerbach, Lucjan Grabowski, Stefan Grajewski, Stefan Rudniański, Maurycy Allerhand, Helena Polaczkówna, Herman Auerbach, Jan Badian, Filip Eisenberg, Maksymilian Jurim, Kazimierz Kolbuszewski, Jan Piekałkiewicz, Bolesław Jałowy, Łucja Charewiczowa, Adam Fischer, Juliusz Paweł Schauder, Paweł Ostern, Henry Ginsberg, Artur Hermelin, Leopold Munzer, Stanisław Frankl, Władysław Hepter.
W czasie okupacji niemieckiej we Lwowie działały struktury Polskiego Państwa Podziemnego (wojskowe: ZWZ-AK i cywilne: Delegatura Rządu na Kraj), a także do lata 1943 obwód lwowski PPR, przemianowany następnie na obwód Komunistycznej Partii (bolszewików) Ukrainy. Działał tajny Uniwersytet Jana Kazimierza, Wydział Lekarski Uniwersytetu działał półlegalnie w formie tzw. medycznych kursów zawodowych, tolerowanych przez okupanta.
22 lipca 1944 wybuchło powstanie lwowskie (Akcja „Burza”), zakończone 27 lipca. Podczas walk o Lwów zginęło 30 żołnierzy AK a 160 zostało rannych. Lwów w nocy z 26 na 27 lipca ponownie okupowali Sowieci. NKWD aresztowało ujawnione władze Polski Podziemnej, dowództwo i żołnierzy Armii Krajowej uczestniczących w powstaniu.

### II okupacja radziecka i Ukraińska Socjalistyczna Republika Radziecka
W okresie II okupacji sowieckiej Lwowa, za swoją patriotyczną postawę więzieni byli kolejni polscy uczeni, m.in.: Włodzimierz Burzyński, Zdzisław Pazdro, Ryszard Gansiniec, Eugeniusz Rybka, Edward Sucharda, Stanisław Fryze, Witold Minkiewicz, Juliusz Makarewicz, Kazimierz Przybyłowski i wielu innych.
W sierpniu i październiku 1944 roku w Moskwie przedstawiciele polskich władz na uchodźstwie z premierem Stanisławem Mikołajczykiem i przewodniczącym Rady Narodowej RP Stanisławem Grabskim na czele prowadzili z przywódcą ZSRR Józefem Stalinem negocjacje m.in. na temat powojennej granicy polsko-radzieckiej, w tym przynależności państwowej Lwowa. Rozmowy te zakończyły się fiaskiem. Na argument Mikołajczyka, że Lwów nigdy nie był rosyjski, nawet podczas zaborów (z wyjątkiem krótkiego epizodu w postaci okupacji w latach 1914–1915), Stalin odpowiedział, że owszem, Lwów nigdy nie był rosyjski, ale za to Warszawa była. Odpowiedź sowieckiego dyktatora zmierzała w kierunku uświadomienia stronie polskiej, że od jego woli zależy nie tylko kwestia granic, ale także sama niepodległość państwa polskiego.
1 i 2 listopada 1944 roku na Cmentarzu Łyczakowskim we Lwowie miały miejsce obchody Wszystkich Świętych i Dnia Zadusznego, które przerodziły się w wielką manifestację patriotyczną i według szacunków radzieckich zgromadziły około 6 tysięcy uczestników. Zebrani śpiewali hymn Polski i inne pieśni patriotyczne oraz wznosili okrzyki: „Niech żyje Polska!”, „Niech żyje Armia Krajowa!”, „Śmierć bolszewikom!” itp. Na terenie nekropolii pojawiły się wypisane hasła: „Nie oddamy Lwowa Z.S.R.R.!”, „Chwała bojownikom za polski Lwów!” oraz mapa Polski w granicach sprzed 1939 r. z podpisem: „Co wróg zabrał siłą – szablą odbierzemy!”.
Mimo regularnych i masowych represji wobec narodowości polskiej przez dwóch okupantów: niemieckiego i sowieckiego, jeszcze pod koniec 1944 we Lwowie na około 150 tys. mieszkańców miasta ponad 103 tys. stanowili Polacy. Na Politechnice Lwowskiej w kwietniu 1945 na 272 pracowników zatrudnionych było 204 Polaków.
Po konferencji jałtańskiej (4–11 lutego 1945), wyłoniony w konsekwencji jej ustaleń Tymczasowy Rząd Jedności Narodowej podpisał 16 sierpnia 1945 umowę z ZSRR, uznając nieco zmodyfikowaną linię Curzona za wschodnią granicę Polski, w oparciu o porozumienie o granicy zawarte pomiędzy PKWN i rządem ZSRR 27 lipca 1944. W konsekwencji umowy Lwów i wschodnią część województwa lwowskiego włączono do Ukraińskiej Socjalistycznej Republiki Radzieckiej i w latach 1944–1947 dokonano przymusowego wysiedlenia Polaków ze Lwowa (głównie na Ziemie Zachodnie).
Szacuje się, że przedwojenna kadra naukowa Uniwersytetu Jana Kazimierza utraciła ze swojego pierwotnego stanu aż 46,5% profesorów (49 zamordowanych profesorów), natomiast Politechnika Lwowska 34,4% profesorów (24 zamordowanych osób o tym tytule naukowym). Największe straty osobowe wśród grona polskich uczonych lwowskich poniosły nauki medyczne – zginęło aż 91% zatrudnionych przed wojną profesorów, oraz teologia – 62% profesorów.
Po zakończeniu II wojny światowej polscy mieszkańcy Lwowa zostali różnymi sposobami przymuszeni do wyjazdu na tereny Rzeczypospolitej Polskiej w powojennych granicach, a ich miejsce zajęła głównie ludność z głębi ZSRR oraz Ukraińcy wysiedlani z Polski. Na skutek masowego napływu ludności już w 1955 roku populacja Lwowa osiągnęła liczebność równą przedwojennej (ok. 350.000). 31 marca 1946 władze sowieckie zamknęły rzymskokatolicką kurię metropolitalną, 26 kwietnia 1946 arcybiskup Eugeniusz Baziak opuścił Lwów, 3 czerwca 1946 zamknięto wszystkie kościoły lwowskie oprócz katedry, parafialnego kościoła św. Antoniego oraz parafialnego kościoła św. Marii Magdaleny (zamkniętego w 1945, jednak ponownie otwartego w 1946 i czynnego do 1962). Starano się także zacierać ślady polskości, m.in. dewastując cmentarze (np. w 1971 Armia Radziecka zniszczyła ciężkim sprzętem cmentarz Orląt).
Władze sowieckie zwalczały wszystkie przejawy tego co określały jako ukraiński nacjonalizm – ukraińskie symbole narodowe (tryzub, flaga niebiesko-żółta) zostały uznane za nacjonalistyczne i zakazane. Okaleczono nawet fontannę Neptuna na lwowskim Rynku, odpiłowując z posągu trójząb. Represjom NKWD podlegali ukraińscy działacze polityczni i spółdzielczy. Prześladowaniom poddano nacjonalistyczne podziemie ukraińskie (UPA i OUN). Rozpoczęły się prześladowania religijne. NKWD aresztowało wszystkich biskupów i 800 z 2300 księży Kościoła greckokatolickiego, a na nieuznanym przez Watykan pseudosoborze lwowskim (8–10 marca 1946) przeprowadziło jego likwidację i włączenie w struktury rosyjskiej Cerkwi prawosławnej. W silnie obsadzonym wojskiem i milicją Lwowie UPA nie prowadziła jednak działalności, choć zdarzały się pojedyncze akcje (atak na lotnisko Skniłów i rajd na Lwów), ale na skutek działań prowadzonych przeciw partyzantce (m.in. akcja „Zachód”) w połowie 1946 UPA wycofała się na Wołyń, Zakarpacie i do Polski.
Po dojściu do władzy w PRL w październiku 1956 Władysława Gomułki, w latach 1957–1959 porozumienie PRL-ZSRR umożliwiło wyjazd w granice Polski Polakom, którym po 1946 władze sowieckie uniemożliwiły opuszczenie granic ZSRR, po ich wyjeździe polska populacja miasta liczyła już tylko kilkanaście tysięcy ludzi.
Konsul PRL w Kijowie Wanda Michalewska informowała Warszawę na przełomie 1958/59 roku o pozytywnym stosunku władz USRR do Polaków. We Lwowie działały wtedy trzy szkoły dziesięcioletnie z polskim językiem nauczania, mimo braku kompletu uczniów. Starania konsulatu o uporządkowanie polskich grobów na Cmentarzu Łyczakowskim, w szczególności grobu Konopnickiej, według raportu uwieńczone zostały powodzeniem. Udało się zorganizować w mieście Dni Słowackiego i Dni Chopina.
Po zakończeniu sowietyzacji Galicji Wschodniej nastąpiła odgórna industrializacja. We Lwowie zbudowano lub rozbudowano zakłady produkujące autobusy, ciężarówki, maszyny rolnicze, telewizory, kosmetyki, farby, produkty ropopochodne, tekstylia, obuwie, mięso, mleko i piwo. Rozbudowa przemysłu spowodowała masowy napływ ludności wiejskiej, dla której zbudowano osiedla zabudowy wielorodzinnej. Do chwili upadku ZSRR Lwów miał blisko 800 000 mieszkańców. Od lat 1980. działały w mieście pierwsze nielegalne organizacje opozycyjne.
W 1971 r. Lwów otrzymał Order Lenina.
W 1987 powstała agencja konsularna PRL we Lwowie.

### Niepodległa Ukraina
Od 1991 Lwów wchodzi w skład niepodległej Ukrainy.
Zapaść gospodarcza ostatnich lat komunizmu i wymuszała przekształcenia gospodarcze, co związane było z upadkiem wielu zakładów pracy i wieloletnie trudności gospodarczego. W 1997 Stare Miasto zostało wpisane na listę światowego dziedzictwa kulturowego UNESCO. W 2006 uroczyście obchodzono 750-lecie pierwszej pisanej wzmianki o mieście.
7 maja 2010 Rada Miejska Lwowa nadała honorowe obywatelstwo miasta Lwowa Stepanowi Banderze i Romanowi Szuchewyczowi. Utworzona przez Stepana Banderę frakcja OUN-B ponosi odpowiedzialność za zorganizowane ludobójstwo ludności polskiej na Wołyniu i Małopolsce Wschodniej, zaś Roman Szuchewycz bezpośrednią odpowiedzialność za zaakceptowanie taktyki wołyńskiej UPA i przeprowadzenie zorganizowanej czystki etnicznej na polskiej ludności Małopolski Wschodniej.
Ukraińskie władze samorządowe Lwowa po 1991 uczciły pamięć głównych przedstawicieli ukraińskiego nacjonalizmu także poprzez nadanie ulicom miasta ich nazwisk, m.in. we Lwowie znajdują się ulice: Stepana Bandery, Romana Szuchewycza, Dmytro Doncowa, Jewhena Konowalca, Andrija Melnyka, czy Jarosława Stećki. We Lwowie istnieje współcześnie także ulica Iwana Gonty – setnika kozackiego odpowiedzialnego za rzeź humańską z 1768. 14 października 2007 w 65 rocznicę powstania UPA we Lwowie odsłonięto pomnik Stepana Bandery.
We Lwowie znajdują się również ulice upamiętniające postaci polskiej historii i kultury: Aleksandra Fredrę, Marię Konopnicką, Mikołaja Kopernika, Tadeusza Kościuszkę, Ignacego Łukasiewicza, Jana Matejkę, Elizę Orzeszkową, Juliusza Słowackiego, Tadeusza Boya-Żeleńskiego i Stefana Banacha, a także Plac Adama Mickiewicza.
Po uzyskaniu niepodległości przez Ukrainę nazwą ulicy uhonorowano Oskara Kolberga. W 2018 deputowani rady miejskiej we Lwowie podjęli decyzję o nadaniu imienia Jacka Kuronia placowi usytuowanemu przed Konsulatem Generalnym RP we Lwowie.
W 2009 reaktywowano LKS Pogoń Lwów. Lwów był jednym z czterech miast na Ukrainie, w których odbyły się Mistrzostwa Europy w Piłce Nożnej 2012; mecze rozegrano na stadionie Arena Lwów wzniesionym w latach 2008–2011.

## Geografia

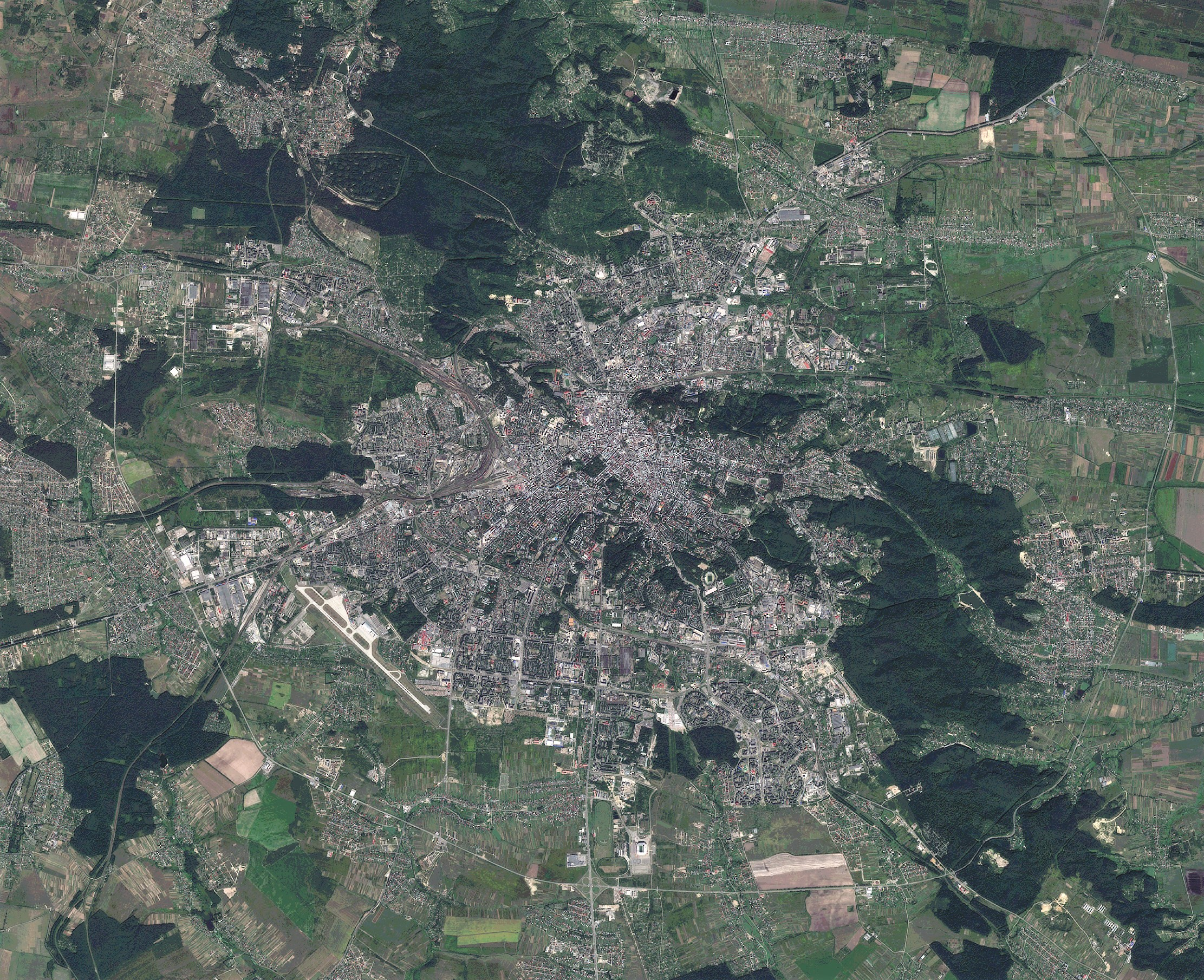
Zdjęcie satelitarne miasta (Sentinel-2, 30 sierpnia 2017)

### Położenie
Lwów położony jest na skraju Roztocza, na głównym europejskim dziale wód między zlewiskiem Morza Bałtyckiego (do którego należy północna część miasta) a zlewiskiem Morza Czarnego (południowe dzielnice), w kotlinie wyżłobionej przez Pełtew w krawędzi Roztocza oraz Podola, schodzącej łukiem w kierunku wschodnim ku Pobużu, w odległości ok. 70 km od granicy polsko-ukraińskiej.
Teren miasta ma charakter pagórkowaty, średnia wysokość wynosi 296 m n.p.m.
Najwyższy punkt w mieście to wzgórze Wysoki Zamek, wznoszące się na wysokość 409 m.
Z jego szczytu roztacza się panorama historycznego centrum miasta z charakterystycznymi zielonymi dachami kościołów i architekturą z różnych epok.
Przez Lwów przepływa rzeka Pełtew, której koryto w końcu XIX w. zostało zasklepione, by utworzyć jedną z głównych promenad Lwowa, Wały Hetmańskie, nazwane obecnie – Aleją Wolności (Prospekt Swobody).

### Klimat
We Lwowie i okolicach w dużym stopniu zaznacza się klimat kontynentalny. Przeciętna temperatura w styczniu wynosi −4 °C, w lipcu +18 °C. Przeciętne roczne opady atmosferyczne wynoszą 660 mm.
Średnio występuje 66 dni pochmurnych rocznie.

### Przyroda
We Lwowie znajduje się wiele parków i terenów zielonych o różnym charakterze.
Najważniejsze parki Lwowa:

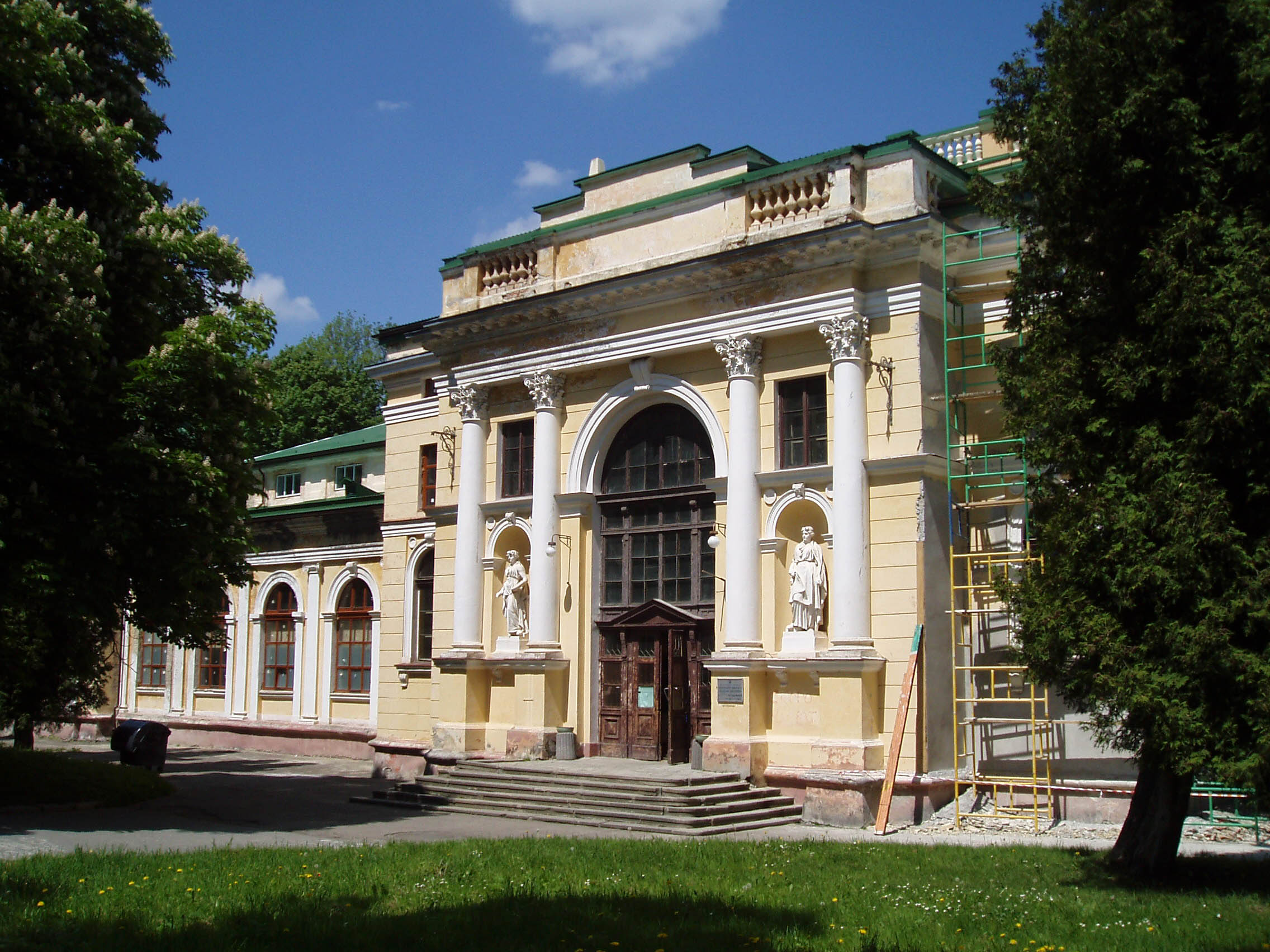
Pałac Sztuki w Parku Stryjskim

- Park Iwana Franki (d. Ogród Jezuicki, Park Kościuszki) – najstarszy park miejski, założony w XVI w.. Przed wejściem do parku znajduje się pomnik Iwana Franki.
- Park kultury i rekreacji Bohdana Chmielnickiego – na jego terenie znajduje się m.in. stadion, sala koncertowa i wesołe miasteczko. 26 hektarowy park powstał na początku lat 50. XX wieku[69]. Przy końcu głównej alei parku, w okolicy Akademii Wojskowej, znajduje się Monument Sławy Bojowej Armii Radzieckiej z 1970, będący jednym z ostatnich typowo sowieckich monumentów w tej części Ukrainy[70].
- Park Stryjski (d. Jana Kilińskiego) – powstały według planu ogrodnika Arnolda Röhringa po 1879, ma opinię najpiękniejszego parku w mieście. Na jego terenie znajdują się trzy dawne pawilony wystawowe – były Pałac Sztuki (obecnie pływalnia), rotunda Panoramy Racławickiej, gdzie do 1945 eksponowano malowidło Wojciecha Kossaka i Jana Styki (obecnie hala sportowa), oraz wodna wieża ciśnień. W parku znajduje się też pomnik Jana Kilińskiego[70].
- Park „Żelazna Woda” – nazwa parku pochodzi od źródeł zawierających związki żelaza.
- Park Snopkowski – na jego terenie znajduje się kompleks sportowy (w tym stadion klubu Ukraina-Lwów)
- Park „Wysoki Zamek” – znajduje się na największym wzniesieniu Lwowa – Wysokim Zamku. Powstał on w latach 1835–1839, gdy zasypano obniżenie między dwoma wzgórzami – Łysą Górą i Polanką, tworząc jedną przestrzeń parkową. Na terenie parku znajduje się Kopiec Unii Lubelskiej (mający 413 m n.p.m.) z tarasem widokowym oraz wieża telewizyjna[71]. Miejsce to opisywał w swojej autobiografii Wysoki Zamek polski pisarz Stanisław Lem.
- Park Pohulanka – park leśny z uporządkowaną aleją centralną i przyległymi do niej jeziorami. Został założony w 1821 przez Jana Distla. Park przylega częściowo do ogrodu botanicznego im. I. Franki[72].
- Park Łyczakowski – położony w sąsiedztwie Cmentarza Łyczakowskiego
- Park Zniesienie – regionalny park krajobrazowy. Częścią parku jest Kajzerwald, a na jego terenie 50-hektarowy skansen Szewczenkowski gaj z zabytkami budownictwa ludowego.
- Park Zamarstynowski – położony w północnej części miasta, na jego terenie znajduje się dawny Cmentarz Zamarstynowski
- Park Cytadela – publicznie dostępna część terenu otaczającego Cytadelę
- Park Studencki (Wzgórza Wuleckie) – miejsce, w którym dokonano mordu profesorów lwowskich
- Park Skniłowski – najmłodszy z parków, ufundowany przez studentów w 1980, położony jest przy lotnisku i nowo wybudowanym stadionie[73].

## Architektura

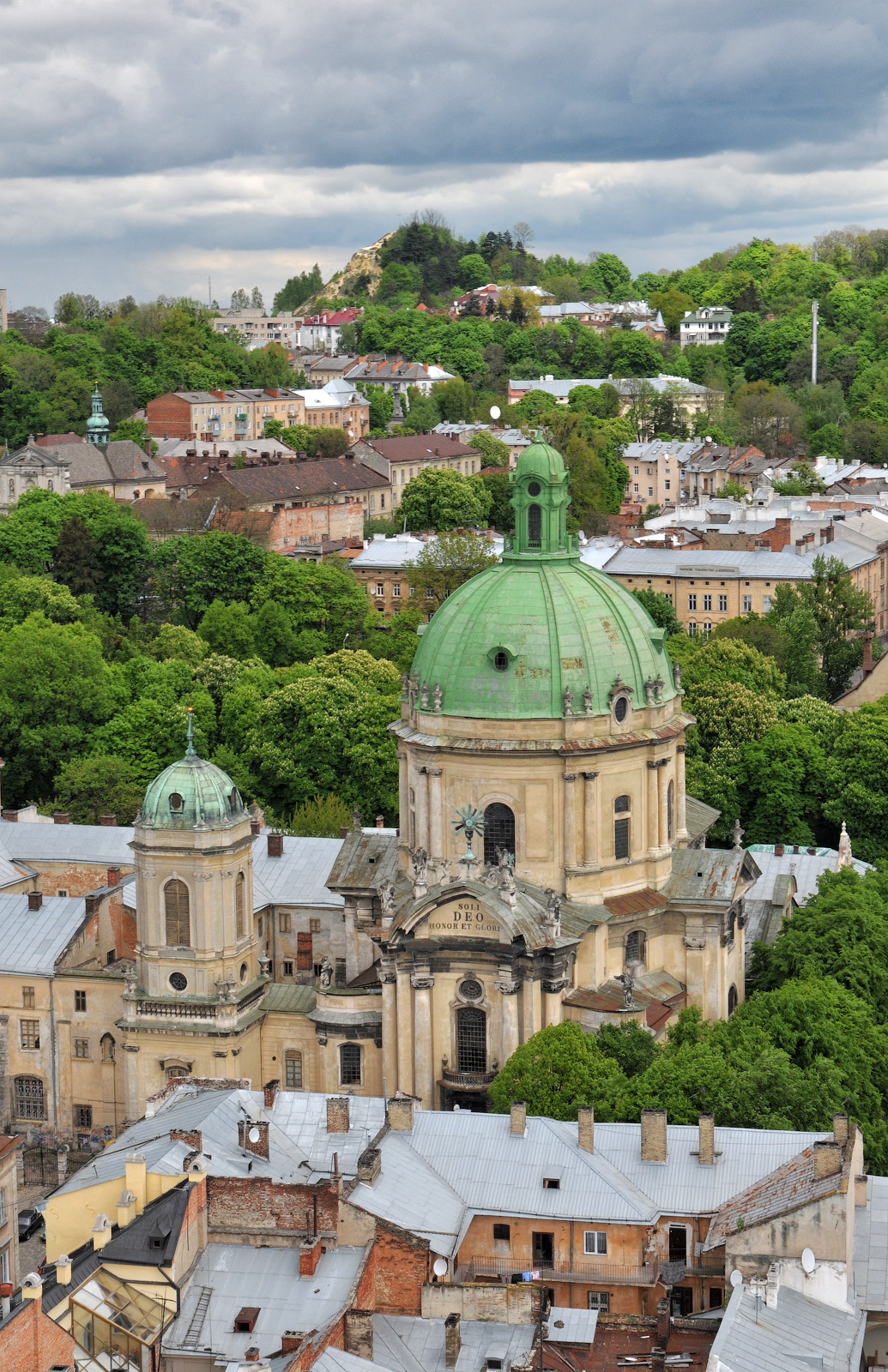
Kościół Dominikanów

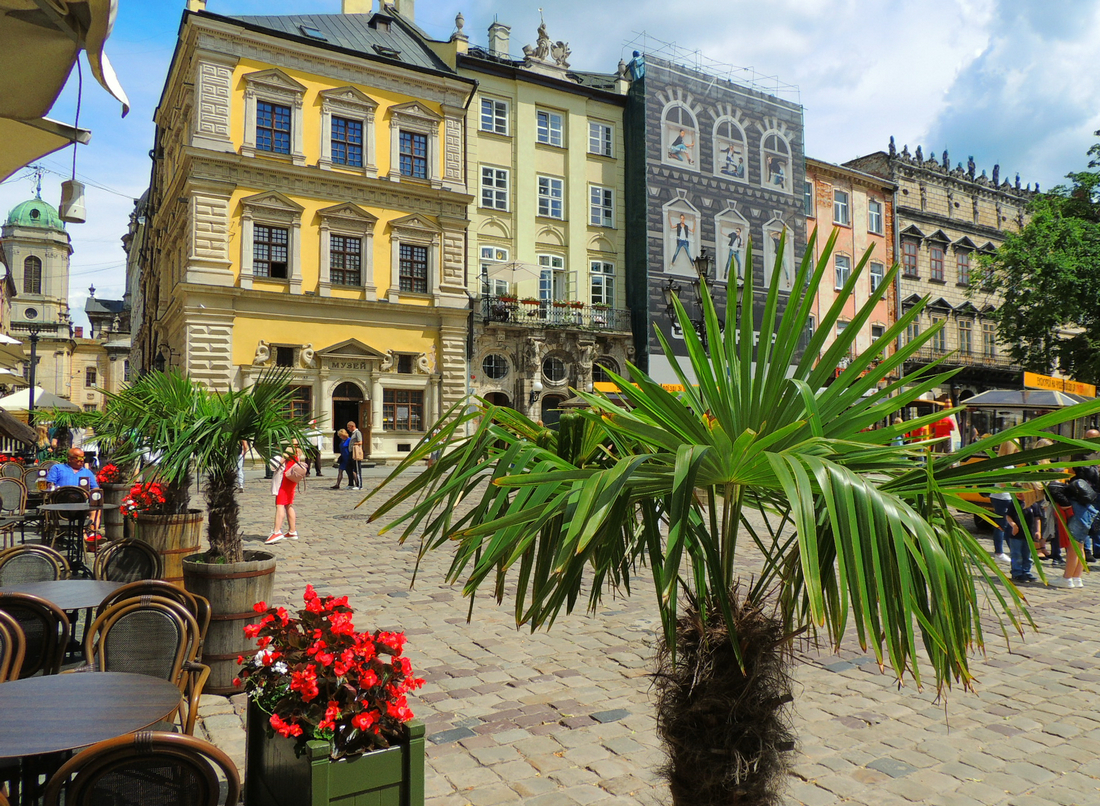
Widok na rynek

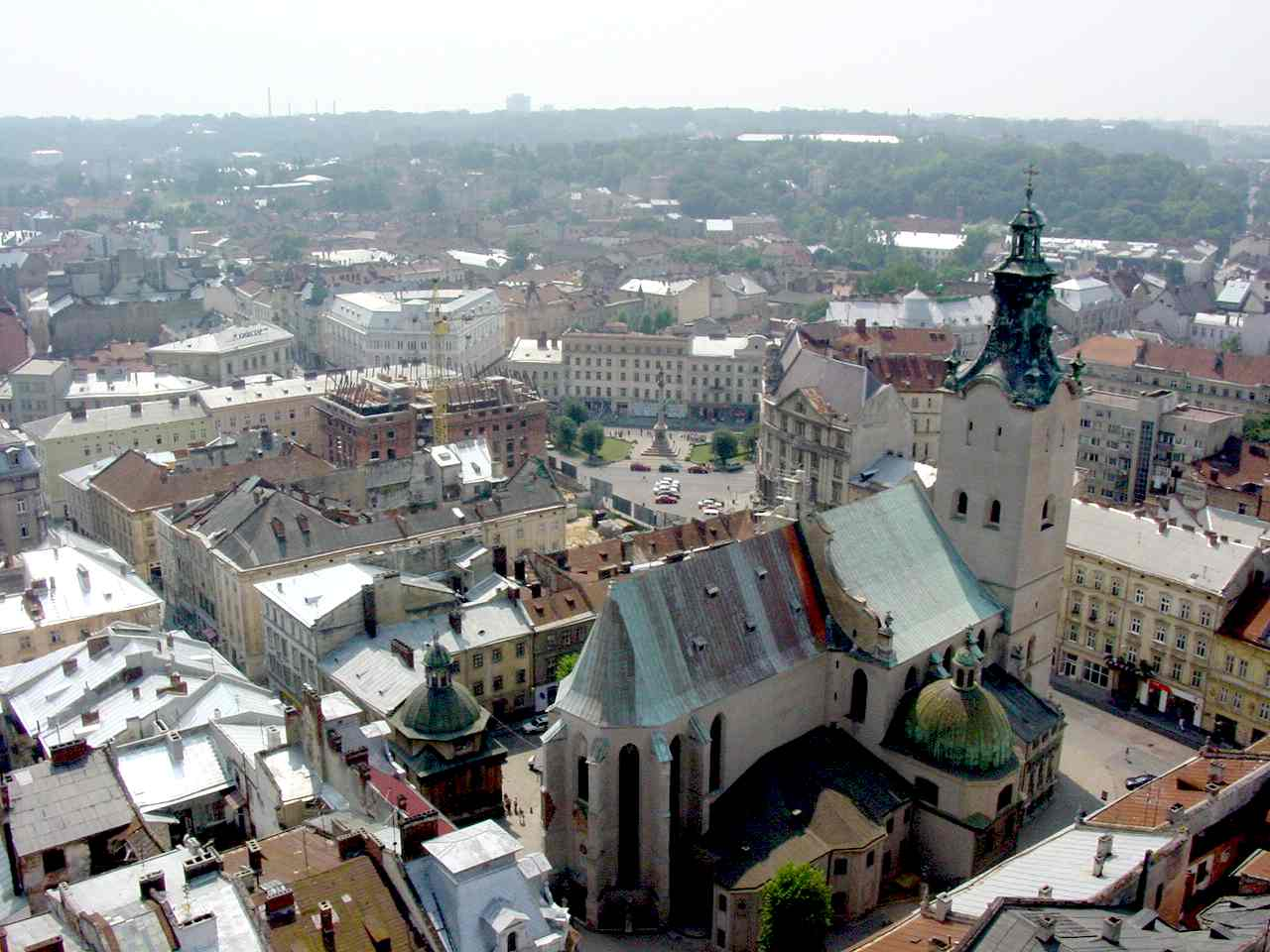
Katedra Łacińska

Fragmenty najstarszych budowli (cerkwi i kościołów) lwowskich pochodzą z XIII w.. Po ogromnych pożarach w 1527 i 1556, w wyniku których miasto spłonęło prawie doszczętnie, Lwów stracił większość swej gotyckiej architektury.
Na Starym Mieście znaleźć można wiele budynków w stylu renesansowym, barokowym czy klasycystycznym.
Na początku XX w. miasto wzbogaciło się o budynki w stylu secesyjnym, a w dwudziestoleciu międzywojennym wybudowano szereg budynków modernistycznych.
Budynki częstokroć posiadają na swych fasadach liczne zdobienia w postaci rzeźb, ornamentów, czy attyk.
Po wcieleniu miasta do Ukraińskiej SRR część z nich została przebudowana w duchu socrealizmu. Po uzyskaniu niepodległości przez Ukrainę większość nazw ulic miasta została ponownie zmieniona, przy czym przywrócono część nazw historycznych. Natomiast na lwowskich budynkach masowo zaczęły pojawiać się tablice upamiętniające ukraińskich działaczy, artystów, naukowców i polityków.

### Zabytki

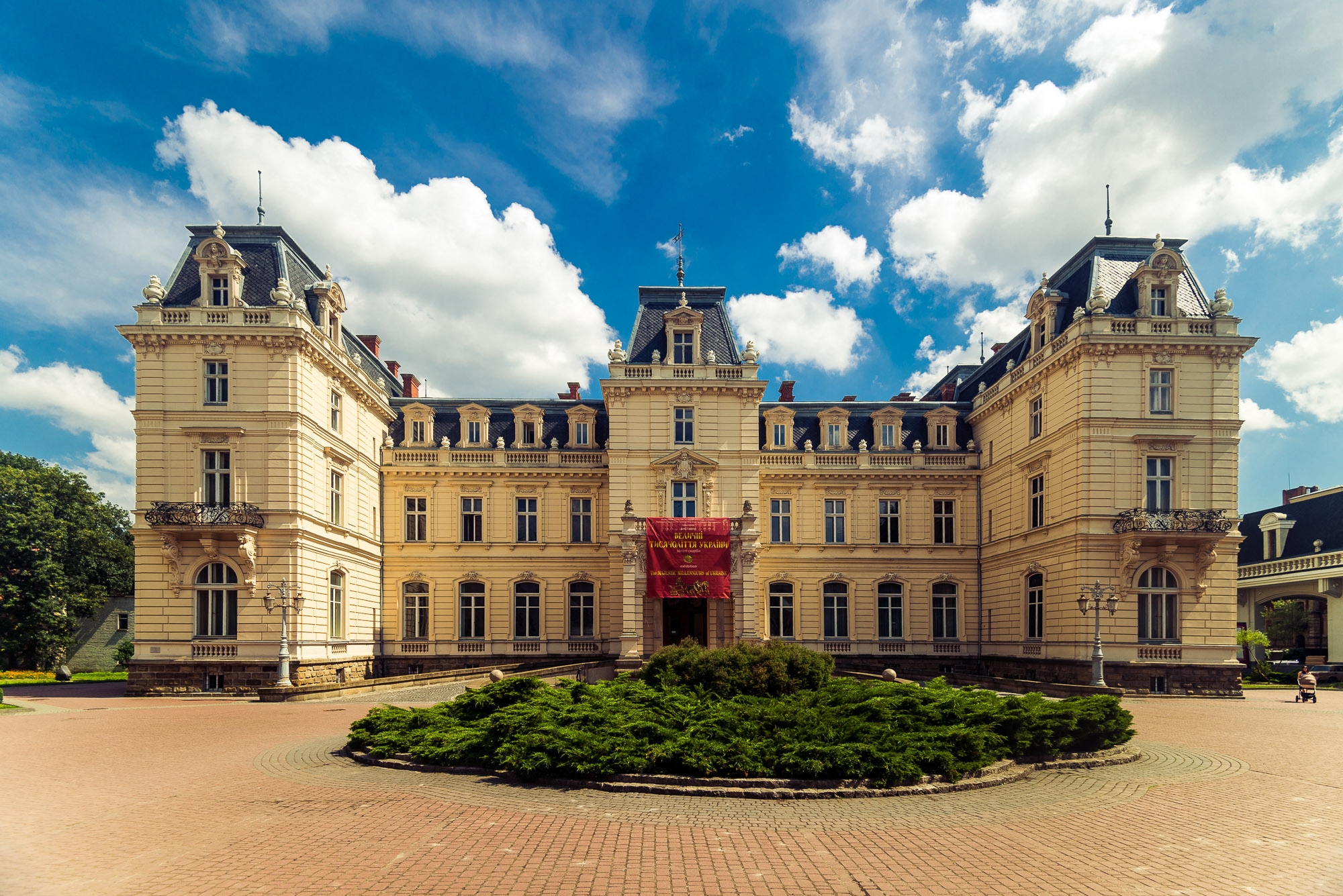
Pałac Potockich

Stare Miasto we Lwowie zostało w 1998 wpisane na listę Światowego dziedzictwa UNESCO, dzięki doskonałemu połączeniu architektonicznych i artystycznych tradycji środkowo-wschodniej Europy z wpływami włoskimi i niemieckimi, a także wzajemnym uzupełnianiu się żyjących tu niegdyś rozmaitych grup etnicznych. Grupy te choć odmienne to jednak wzajemnie od siebie zależne, zostawiły trwały ślad w architekturze i charakterze Lwowa.
O randze Lwowa świadczy fakt, że ponad pięćdziesiąt procent zabytków dzisiejszej Ukrainy znajduje się w tym mieście.
- Katedra Łacińska z kaplicami: Kampianów i Boimów
- Sobór św. Jura
- Katedra ormiańska i dzielnica ormiańska
- zespół Cerkwi Wołoskiej i ulica Ruska
- Kościół Dominikanów
- Kościół i klasztor Bernardynów
- Kościół Jezuitów
- Kościół św. Antoniego
- Rynek:
  - Kamienica Królewska
  - Czarna Kamienica
  - Dawny pałac arcybiskupów łacińskich
  - kamienica Bandinellich
  - Ratusz
  - Pałac Lubomirskich
- Kopiec Unii Lubelskiej
- Arsenał Królewski we Lwowie
- Arsenał Miejski we Lwowie
- Baszta Prochowa
- Teatr Miejski (Opera Lwowska)
- Teatr Skarbkowski
- Ossolineum
- Dworzec Główny
- Uniwersytet Lwowski
- Politechnika Lwowska
- Cmentarz Łyczakowski
- Pałac Potockich
- Pałac arcybiskupów łacińskich
- Pałac Sztuki w Parku Stryjskim

### Pomniki lwowskie
Przed wybuchem II wojny światowej we Lwowie istniało wiele wolno stojących pomników wzniesionych w XVIII–XX w. upamiętniających wybitne postaci kultury i historii Polski. Najstarszy świecki pomnik był poświęcony hetmanowi Jabłonowskiemu.
W międzywojennym Lwowie mieli swe pomniki: Adam Mickiewicz, Aleksander Fredro, Bartosz Głowacki, Agenor Gołuchowski, Stanisław Jabłonowski, Teofil Wiśniowski i Józef Kapuściński, Kornel Ujejski, Jan III Sobieski (pomnik i popiersie), Franciszek Smolka, Jan Kiliński, Jan z Dukli (figura na kolumnie na Placu Bernardyńskim), Święty Krzysztof. Po wcieleniu miasta do ZSRR część z nich została zniszczona (m.in. pomniki: Agenora Gołuchowskiego, Stanisława Jabłonowskiego, Franciszka Smolki, figura św. Jana z Dukli), inne przewiezione w granice powojennej Polski: pomnik Jana III (obecnie Gdańsk), pomnik Aleksandra Fredry (obecnie Wrocław), pomnik Kornela Ujejskiego (obecnie Szczecin). Zachowały się do dziś: pomnik Jana Kilińskiego w Parku Stryjskim, pomnik Bartosza Głowackiego w Parku Łyczakowskim, kolumna Adama Mickiewicza na pl. Mariackim (obecnie Plac Mickiewicza), figura Matki Bożej opodal na tymże placu, pomnik Teofila Wiśniowskiego i Jana Kapuścińskiego na Górze Stracenia.
Najznaczniejszą i najbardziej spektakularną dewastacją w okresie powojennym było zniszczenie w 1971 przez żołnierzy sowieckich przy użyciu czołgów nekropolii Cmentarza Obrońców Lwowa.
Do 1939 kilkadziesiąt upamiętnień znanych Polaków (Stanisława Skarbka, Jana Śniadeckiego, Marcelego Nenckiego, Franciszka Smolki, Juliana Zachariewicza, Józefa Piłsudskiego, Kazimierza Wielkiego) znajdowało się również wewnątrz gmachów w granicach administracyjnych Lwowa, lub jako ozdoby elewacji (Mikołaja Kopernika, Adama Mickiewicza, Tadeusza Czackiego, Józefa Ossolińskiego, Jędrzeja Śniadeckiego, Jana Długosza, Grzegorza Piramowicza, Onufrego Kopczyńskiego, Stanisława Konarskiego, Stefana Batorego). Do polskiego dziedzictwa kulturalnego należą setki pomników nagrobnych na Cmentarzu Łyczakowskim, zachowanych do dziś, mimo że stan wielu z nich jest bardzo zły.
Dla upamiętnienia zbiorowych czynów polskiego oręża wzniesiono we Lwowie m.in.: pomnik Ułanów Jazłowieckich, pomnik kadetów lwowskich, pomnik Obrońców Lwowa (trzy różne pomniki: Cmentarz Obrońców Lwowa, Pomnik na Persenkówce, Pomnik w ogrodzie Politechniki), pomnik Bohaterów Rarańczy. Wszystkie zostały zniszczone przez władze sowieckie. Po upadku ZSRR staraniem władz i przedsiębiorstw polskich (Energopol SA) zrekonstruowany został Cmentarz Obrońców Lwowa.
W latach międzywojennych Polacy planowali także postawić pomniki: namiestnikowi Galicji Andrzejowi Potockiemu, Tadeuszowi Kościuszce, Juliuszowi Słowackiemu, Marii Konopnickiej, biskupowi Władysławowi Bandurskiemu, generałowi Tadeuszowi Rozwadowskiemu, Czesławowi Mączyńskiemu. Główną przyczyną braku realizacji były wysokie koszty i problemy finansowe magistratu.
Do końca drugiej wojny światowej we Lwowie istniał tylko jeden pomnik postawiony przez Ukraińców. Znajdował się on na przedmieściach miasta Lwowa we wsi Winniki, został wzniesiony w 1914 i upamiętniał Tarasa Szewczenkę.
Po drugiej wojnie światowej władze radzieckie zbudowały liczne pomniki i popiersia mające podkreślać dominację nowej władzy nad miastem, m.in. pomniki Lenina, Engelsa, Dzierżyńskiego, Jarosława Hałana, Nikołaja Kuzniecowa, pomnik „zjednoczenia ziem zachodnioukraińskich z Ukrainą sowiecką 17 września 1939” i czołg symbolizujący „wyzwolenie”. Od 1990 pomniki kojarzące się z systemem komunistycznym były stopniowo usuwane.
Po upadku ZSRR w 1991 i uzyskaniu niepodległości przez Ukrainę powstały we Lwowie m.in. takie pomniki jak: pomnik Tarasa Szewczenki (w miejsce wyburzonego pomnika Lenina na Prospekcie Swobody), pomnik Ofiarom Holocaustu, pomnik Iwana Trusza, pomnik króla Daniela Halickiego, pomnik Proswity, pomnik Mychajła Hruszewskiego, pomnik Nikifora, pomnik Ignacego Łukasiewicza i Jana Zeha, pomnik Stepana Bandery, pomnik rozstrzelanych profesorów lwowskich, pomnik ofiar masakr więziennych NKWD (ofiar zbrodni komunistycznych), pomnik Jerzego Kulczyckiego, pomnik abp. metropolity Andrzeja Szeptyckiego, czy pomnik Mychajła Werbyckiego.

## Dzielnice
| Według danych 1938 obszar Lwowa wynosił 6667,6 ha, a miasto było podzielone na dziewięć dzielnic: - I. Plac Dąbrowskiego i okolica – 161,07 ha - II. Ulica Kazimierza Wielkiego i okolica – 439,5 ha - III. Żółkiewskie – 153,3 ha - IV. Łyczakowskie – 863,6 ha - V. Śródmieście – 1377,9 ha - VI. Kulparków – 603 ha - VII. Sygniówka – 1034,3 ha - VIII. Zamarstynów – 1353 ha - IX. Zniesienie – 682,3 ha |  | Lwów jest podzielony na sześć dzielnic administracyjnych (rejonów): - rejon halicki - rejon kolejowy (zaliznyczny) - rejon łyczakowski - rejon sichowski - rejon frankowski - rejon szewczenkowski (dawna Dzielnica III Przedmieście Żółkiewskie) Administracji Lwowa podlegają również miasto Winniki oraz osiedla typu miejskiego Brzuchowice i Rudno. |

## Ludność
| Ludność (w tysiącach) | Ludność (w tysiącach) |
| --------------------- | --------------------- |
| 1900                  | 160                   |
| 1939                  | 340                   |
| 1959                  | 410                   |
| 2000                  | 763,3                 |
| 2024                  | 1 000                 |

Lwów jest siódmym co do liczby ludności miastem Ukrainy. Zgodnie z danymi spisu powszechnego 2001 we Lwowie 6364 osoby zadeklarowały się jako Polacy (0,88% ludności miasta) z czego 2990 osób zadeklarowało język polski jako ojczysty. Na 725 202 mieszkańców miasta Ukraińcy stanowili 639 035 osób (88,12%), Rosjanie – 64 599 osób (8,91%). Oprócz Polaków znaczącą mniejszością byli Białorusini (3 119 osób – 0,43%) i Żydzi (1 928 osób – 0,27%).

### Historia ludności Lwowa

#### Królestwo Galicji i Lodomerii
| Rok  | Ogółem  | Katolicy rzymscy | Katolicy rzymscy | Grekokatolicy | Grekokatolicy | Żydzi  | Żydzi |
| ---- | ------- | ---------------- | ---------------- | ------------- | ------------- | ------ | ----- |
| 1880 | 109 746 | 58 602           | 53,4%            | 17 469        | 15,9%         | 20 962 | 19,1% |
| 1890 | 127 943 | 67 286           | 52,6%            | 21 876        | 17,2%         | 36 130 | 28,2% |
| 1900 | 159 877 | 82 590           | 51,7%            | 29 327        | 18,3%         | 44 258 | 27,7% |
| 1910 | 206 133 | 105 469          | 51,2%            | 39 314        | 19,1%         | 57 387 | 27,8% |

Według austriackiego spisu statystycznego z 1909 roku populacja Lwowa wynosiła 187.056. Austriackie dane z 1906 podają, że mieszkańcy Lwowa posługiwali się głównie towarzysko trzema językami:
- językiem polskim – 120 612
- językiem niemieckim i jidysz – 20 400
- językiem ukraińskim (ruskim) – 15 159

#### II Rzeczpospolita
| Rok  | Ogółem  | Polacy  | Polacy | Ukraińcy | Ukraińcy | Żydzi  | Żydzi |
| ---- | ------- | ------- | ------ | -------- | -------- | ------ | ----- |
| 1921 | 219 388 | 136 519 | 62,2%  | 19 866   | 9,1%     | 60 431 | 27,6% |
| 1926 | 228 801 | 148 151 | 64,8%  | 23 450   | 10,3%    | 54 851 | 24,0% |

Drugi Powszechny Spis Ludności (1931):
| Religia          | Ogółem  | Język ojczysty | Język ojczysty | Język ojczysty | Język ojczysty | Język ojczysty | Język ojczysty |
| ---------------- | ------- | -------------- | -------------- | -------------- | -------------- | -------------- | -------------- |
| Religia          | Ogółem  | Polski         | Ukraiński      | Rusiński       | Jidysz         | Hebrajski      | Niemiecki      |
| Katolicy rzymscy | 157 490 | 155 986        | 423            | 123            | –              | –              | 593            |
| Grekokatolicy    | 49 747  | 15 592         | 23 473         | 10 604         | –              | –              | 9              |
| Prawosławni      | 1077    | 303            | 271            | 111            | –              | –              | –              |
| Protestanci      | 3630    | 1896           | 22             | 7              | –              | –              | 1663           |
| Żydzi            | 99 595  | 24 007         | 14             | 12             | 67 495         | 7793           | 136            |
| Inni             | 692     | 428            | 42             | 35             | 25             | 3              | 47             |
| Ogółem           | 312 231 | 198 212        | 24 245         | 10 892         | 67 520         | 7 796          | 2 448          |

#### Okupacja niemiecka
| Rok  | Ogółem  | Narodowość | Narodowość | Narodowość | Narodowość | Narodowość | Narodowość | Narodowość | Narodowość |
| ---- | ------- | ---------- | ---------- | ---------- | ---------- | ---------- | ---------- | ---------- | ---------- |
| Rok  | Ogółem  | Polacy     | Polacy     | Ukraińcy   | Ukraińcy   | Żydzi      | Żydzi      | Inni       | Inni       |
| 1941 | 299 000 | 150 400    | 50,3%      | 65 800     | 22,0%      | 76 000     | 25,4%      | 6800       | 2,3%       |
| 1942 | 319 606 | 172 735    | 54,0%      | 83 570     | 26,1%      | 50 000     | 15,1%      | 13 301     | 4,2%       |
| 1943 | 209 100 | 131 300    | 62,9%      | 62 700     | 29,9%      | –          | –          | 15 100     | 7,2%       |

#### Ukraińska SRR
| Narodowość  | 1959    | 1959  | 1970    | 1970  | 1979    | 1979  | 1989    | 1989  |
| ----------- | ------- | ----- | ------- | ----- | ------- | ----- | ------- | ----- |
| Ukraińcy    | 247 086 | 60,2% | 377 562 | 68,2% | 492 194 | 74,0% | 622 701 | 79,1% |
| Rosjanie    | 111 116 | 27,1% | 123 237 | 22,3% | 128 338 | 19,3% | 126 459 | 16,1% |
| Żydzi       | 25 792  | 6,3%  | 24 321  | 4,4%  | 17 952  | 2,7%  | 12 795  | 1,6%  |
| Polacy      | 16 196  | 3,9%  | 13 675  | 2,4%  | 11 855  | 1,8%  | 9730    | 1,2%  |
| Białorusini | 5136    | 1,3%  | 6458    | 1,2%  | 5982    | 0,9%  | 5849    | 0,7%  |
| Mołdawianie | 474     | 0,1%  | 938     | 0,2%  | 1091    | 0,1%  | 1605    | 0,2%  |
| Tatarzy     | 679     | 0,1%  | 895     | 0,1%  | 868     | 0,1%  | 761     | 0,1%  |
| Ormianie    | ...     | ...   | 1095    | 0,2%  | 1140    | 0,2%  | 980     | 0,1%  |
| Gruzini     | ...     | ...   | 437     | 0,1%  | 458     | 0,1%  | 524     | 0,1%  |
| Azerowie    | ...     | ...   | 418     | 0,1%  | 642     | 0,1%  | 542     | 0,1%  |
| Inni        | 4199    | 1,0%  | 4416    | 0,8%  | 4545    | 0,7%  | 4957    | 0,6%  |
| Ogółem      | 410 678 | 100%  | 553 452 | 100%  | 665 065 | 100%  | 786 903 | 100%  |

## Gospodarka

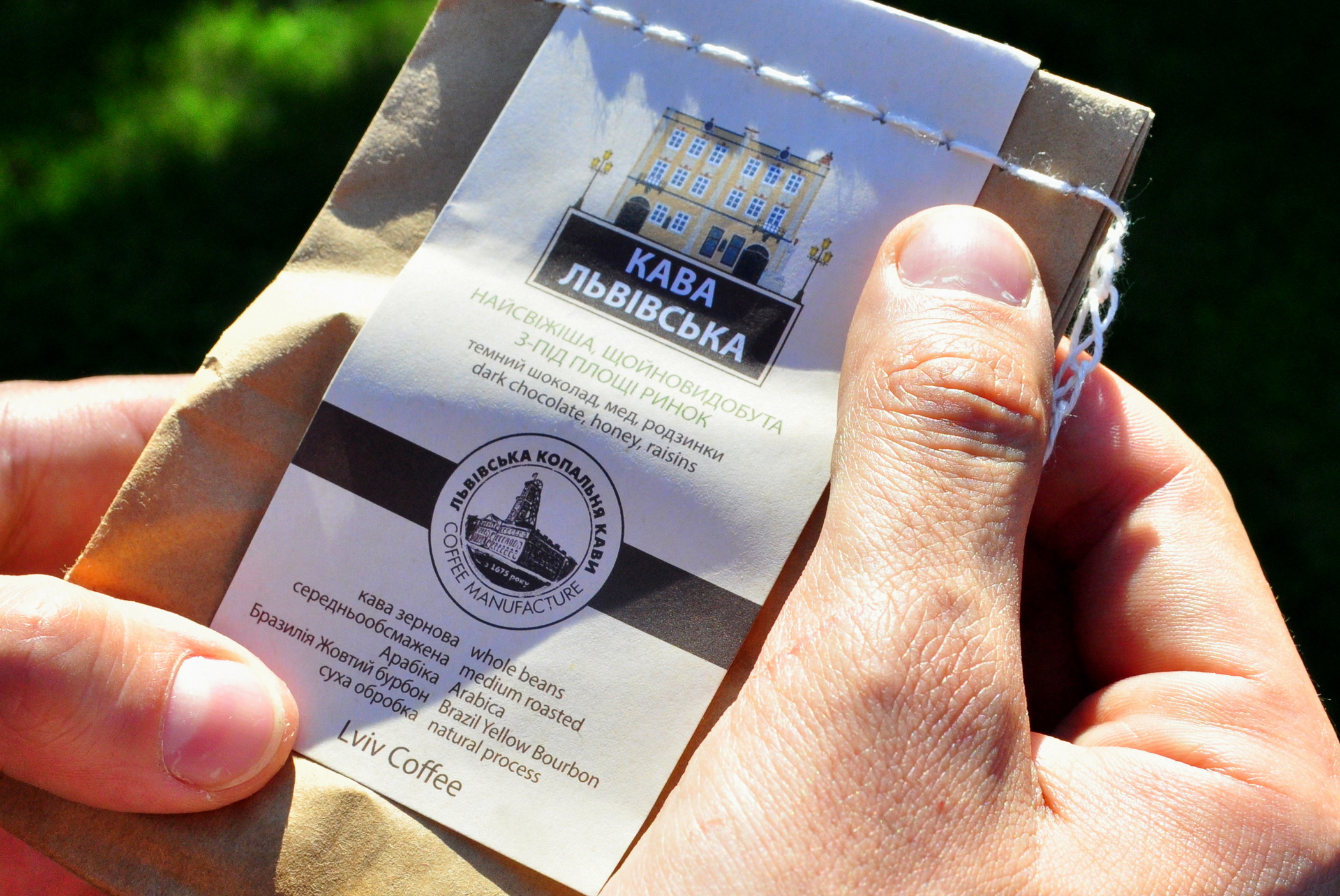
„Kawa lwowska” z lokalnej palarni

Zakłady cukiernicze, browar, produkcja autobusów, zakłady farmaceutyczne, przetwórstwo spożywcze.

## Transport

### Autobusowy
Transport autobusowy nie jest zbyt dobrze rozwinięty, posiada zaledwie kilka linii. Tanią alternatywą są tzw. marszrutki, czyli prywatne mikrobusy, które dojeżdżają w słabiej skomunikowane dzielnice miasta. Marszrutki nie posiadają określonych przystanków czy rozkładu jazdy, ale są tańsze i szybkie. Mikrobusy docierają także do lwowskich miast satelitarnych, również tych położonych w pobliżu polskiej granicy – Szeginie (Шегині) (kierunek Przemyśl-Kraków) i Rawa Ruska (Рава-Руська, kierunek Lublin–Warszawa).
Ruch międzymiastowy i międzynarodowy obsługuje Dworzec Stryjski.

### Tramwajowy

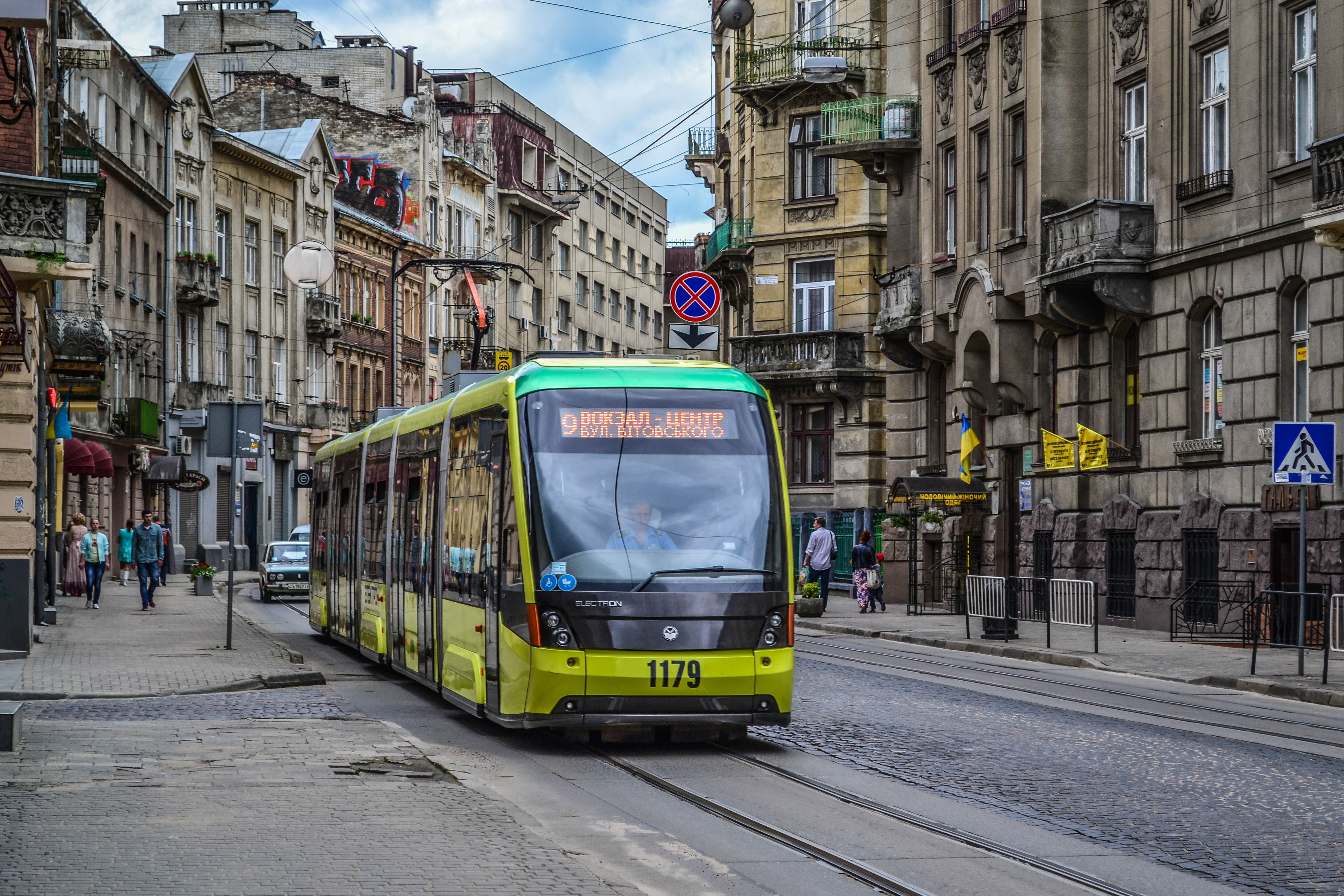
Electron T5L64

Pierwsza linia tramwaju konnego została otwarta 5 maja 1880. 31 maja 1894 roku na ulice Lwowa wyjechał pierwszy tramwaj elektryczny. W 1922 linie tramwajowe zostały włączone do ruchu prawostronnego.
Po II wojnie światowej i przejściu miasta w granice ZSRR (sierpień 1945) dwie linie zostały zamknięte, choć większość infrastruktury została zachowana, ponadto przedłużono linię tramwajową kończącą się w 1939 w zajezdni na rogu ulic Kadeckiej i Wuleckiej, wzdłuż dawnej ulicy Wuleckiej (obecnie: Andrieja Sacharowa) do nowych osiedli mieszkaniowych na Wulce.
Sieć tramwajowa we Lwowie cechuje się rozstawem torów 1000 mm, została zbudowana, kiedy miasto było częścią Austro-Węgier, a linie musiały przebiegać przez wąskie, średniowieczne ulice w centrum miasta.
Po Lwowie kursuje kilkadziesiąt wagonów typu Tatra T4 i Tatra KT4. W 2007 sprowadzono z Erfurtu i Gery 11 wagonów typu KT4 w odmianie niemieckiej, a w 2013 do miasta dotarł zbudowany na zamówienie miasta ukraiński Elektron T5L64. Cała sieć liczy 75 km, z czego większość jest w złym stanie technicznym.
Po Lwowie kursuje 10 linii tramwajowych. Noszą numery od 1 do 9, a dziesiąta to 9A.

### Trolejbusowy

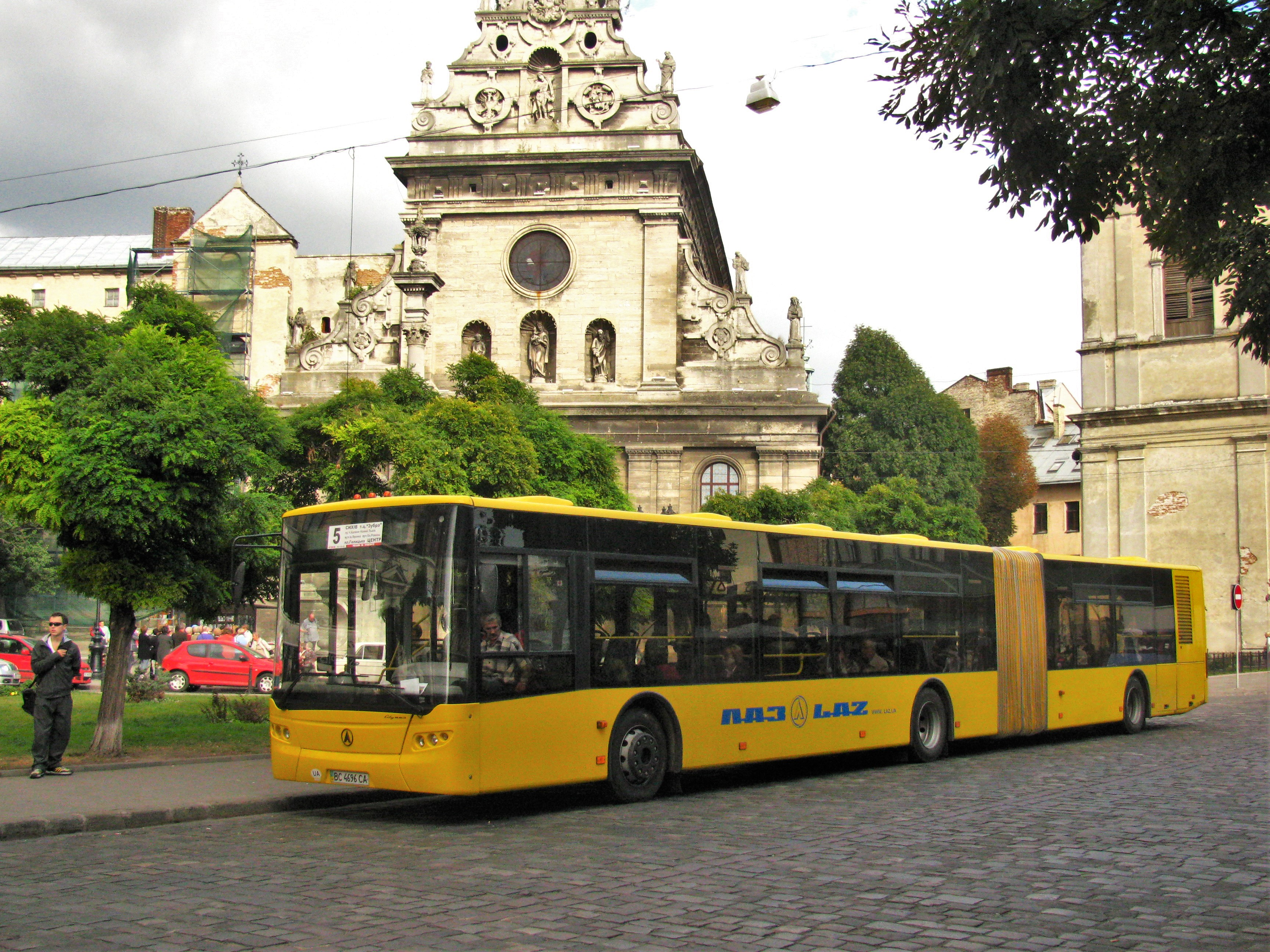
Autobus CityLAZ-20 na ulicach Lwowa

Po zakończeniu II wojny światowej oraz wysiedleniu większości polskich mieszkańców, miasto odnotowało ogromny napływ nowych mieszkańców ze Związku Radzieckiego oraz dynamiczny rozwój przemysłu ciężkiego.
Wiele linii tramwajowych w centrum miasta zostało zastąpionych przez trolejbusy, wprowadzone 27 listopada 1952.

### Kolejowy

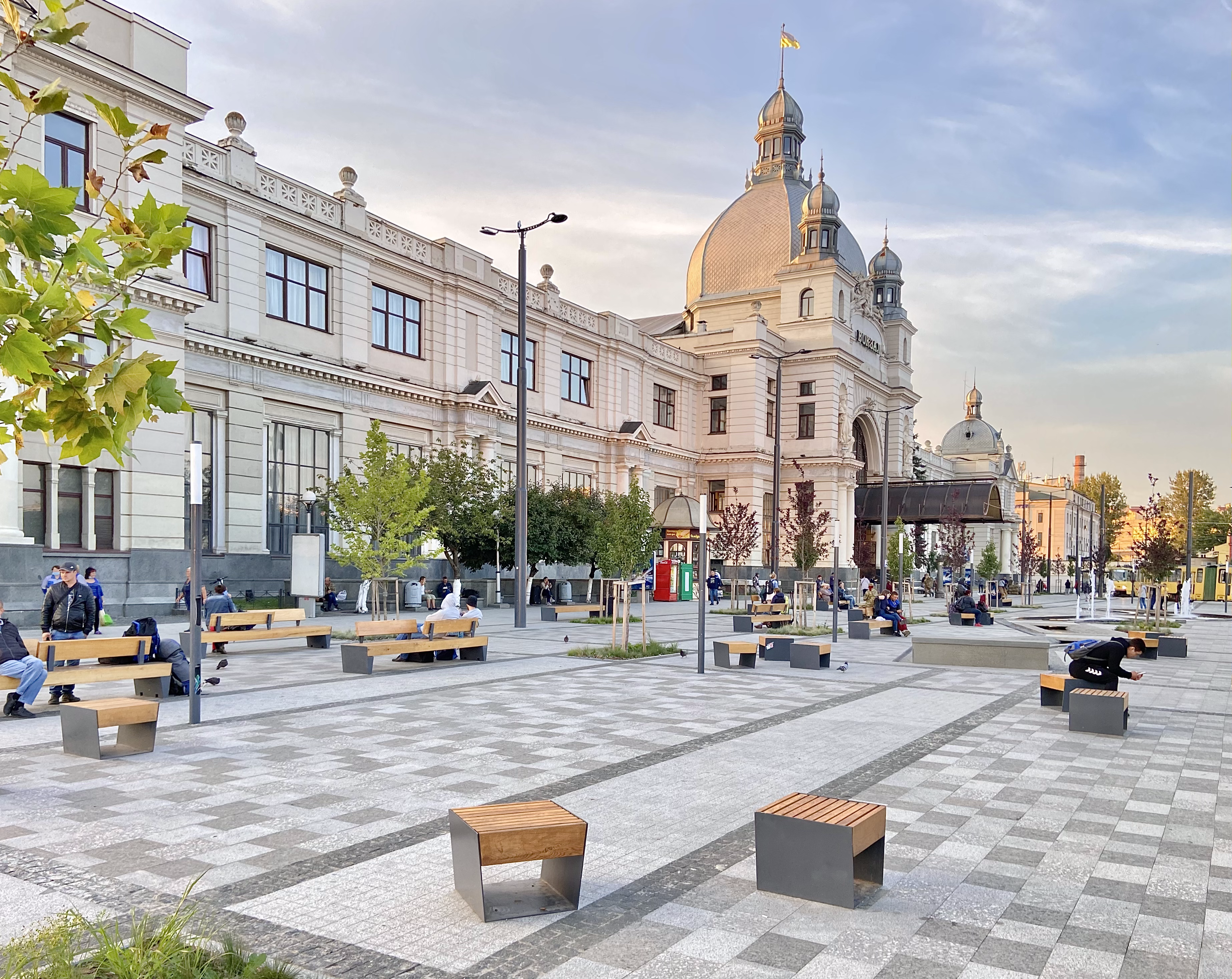
Budynek dworca głównego

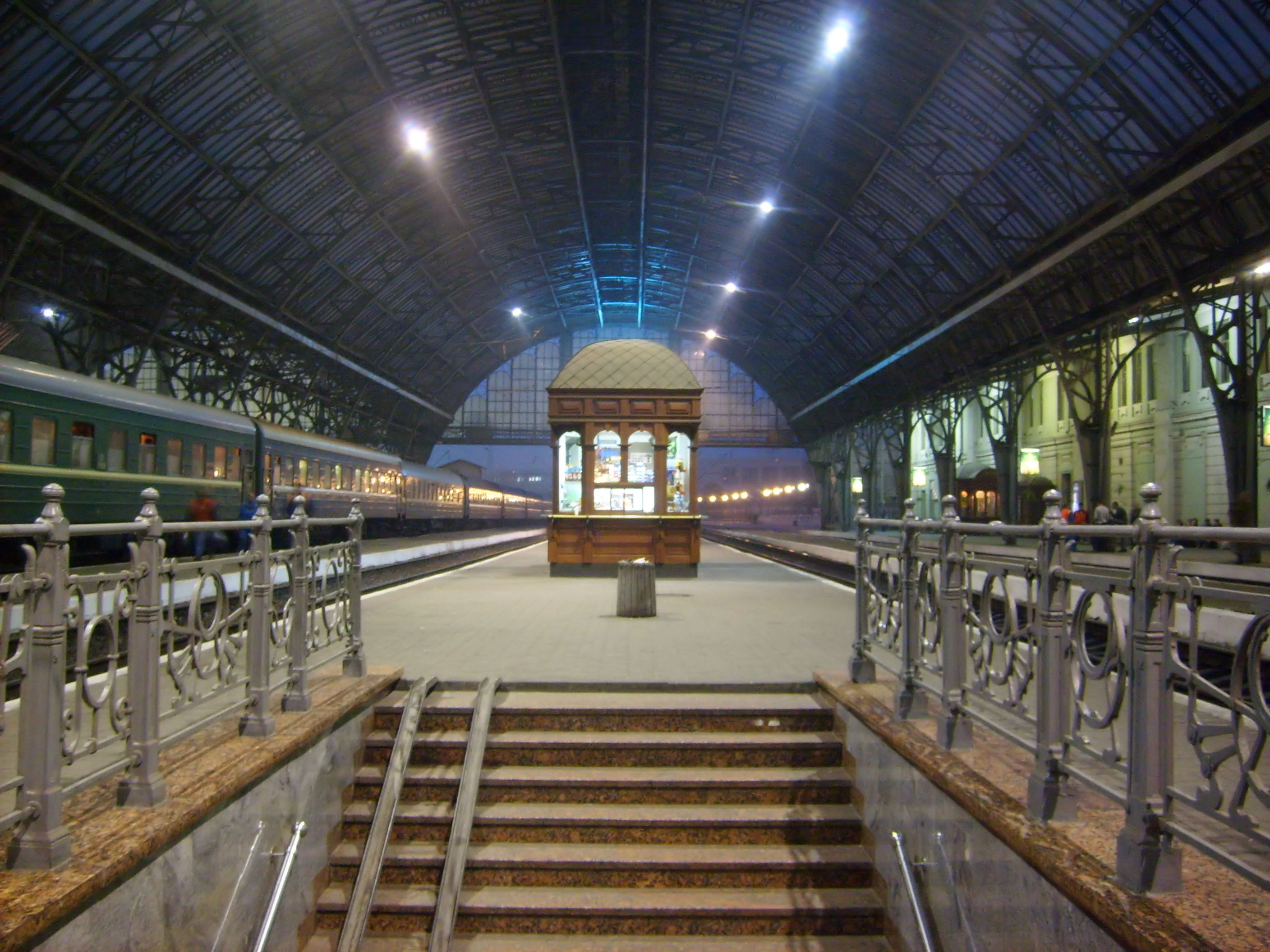
Hala peronów

Lwów jest dużym węzłem kolejowym rangi krajowej i międzynarodowej, obsługującym zagraniczne połączenia m.in. na Białoruś, Litwę, do Polski, Rosji, Słowacji i na Węgry.

### Lotniczy

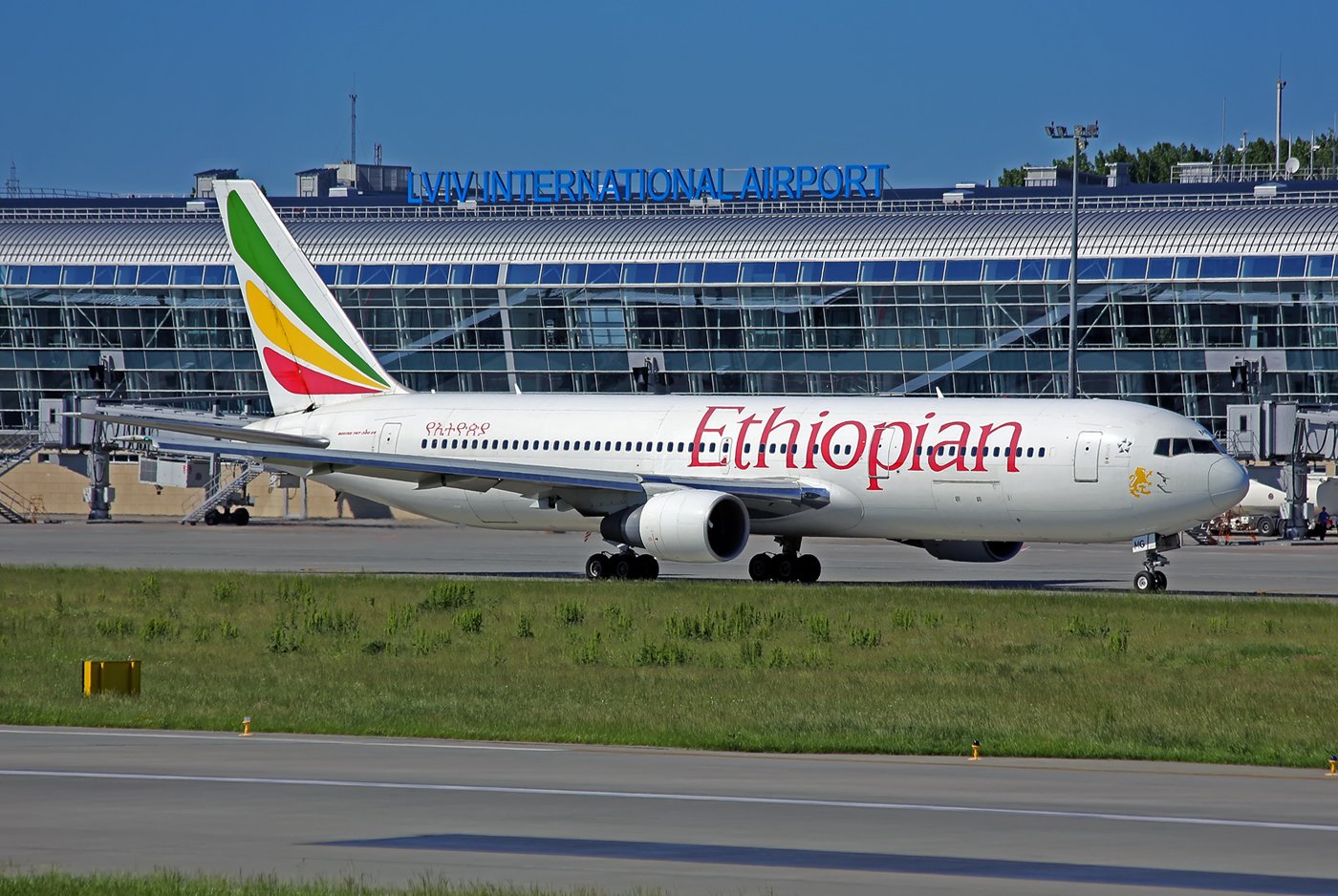
Nowy terminal pasażerski

Międzynarodowy Port Lotniczy znajduje się około 6 km od centrum miasta na lotnisku Skniłów. Polska to najpopularniejszy kierunek podróży ze Lwowa. Polskie Linie Lotnicze LOT wykonują stąd dziennie więcej rejsów do Warszawy-Chopina niż suma wszystkich lotów lokalnych ukraińskich linii Ukrainian Airlines. Z Polski do lwowskiego lotniska są realizowane rejsy z: Bydgoszczy (LOT), Gdańska (Wizz Air), Katowic (Wizz Air), Krakowa (Ryanair), Poznania (LOT), Olsztyna (LOT), Warszawy-Chopina (LOT), Warszawy-Modlina (Ryanair) oraz z Wrocławia (Wizz Air). Oprócz tego zagraniczne linie oferują loty do takich państw, jak: Niemcy (Berlin-Schönefeld, Dortmund, Frankfurt-Hahn, Memmingen, Weeze), Wielka Brytania (Londyn-Luton), Austria (Wiedeń), Dania (Kopenhaga), czy Włochy (Rzym-Fiumicino, Mediolan-Malpensa, Bergamo, Wenecji, Neapol, Bolonia).
Były także realizowane połączenia lotnicze pomiędzy Lwowem a Radomiem linią Sprint Air, która zrezygnowała z lotów do tego miasta.

## Kultura

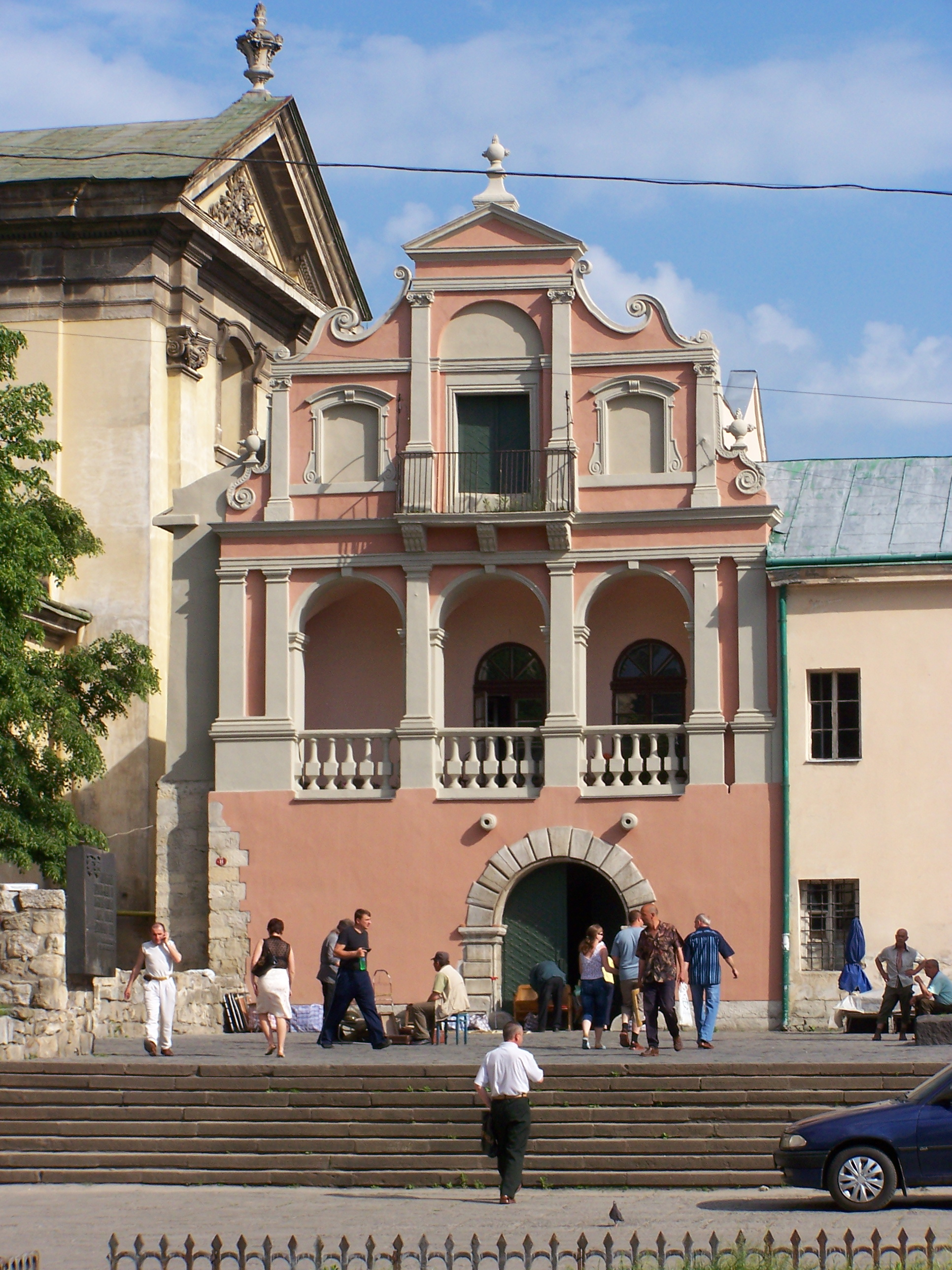
Arsenał Królewski we Lwowie

### Literatura
W XIX w. Lwów był obok Krakowa polskim ośrodkiem intelektualnym cieszącym się od 1870 swobodą rozwoju polskiej i ukraińskiej kultury i nauki w dość liberalnym zaborze austriackim. Tu mieszkali znani pisarze i poeci: Mikołaj Biernacki (Rodoć), Aleksander Fredro, Seweryn Goszczyński, Leopold Staff, Jan Kasprowicz, Jan Zahradnik, Gabriela Zapolska, Maria Konopnicka, Maryla Wolska, Beata Obertyńska i wielu innych. We Lwowie działała prężna instytucja naukowa, Zakład Narodowy im. Ossolińskich, która oprócz bogatej w zbiory biblioteki posiadała także własne wydawnictwo. Wychodziło tu wiele lokalnych gazet, wydawnictw i czasopism drukowanych nie tylko w języku polskim, ale także niemieckim, ukraińskim czy jidysz. Dla uszanowania literackiej przeszłości miasta odbywają się coroczne Targi Książki.

### Sztuka
We Lwowie w 1929 została założona polska młodzieżowa Grupa Artes znana ze swych pokazów w Paryżu i w całej Europie. Jej prace reprezentowały takie nurty jak futuryzm, kubizm, nowa obiektywność czy surrealizm. Ruch współpracował z wieloma artystami i muzykami awangardowymi. Grupa Artes dała trzynaście pokazów m.in. w Warszawie, Krakowie, Łodzi i we Lwowie. II wojna światowa położyła kres działalności grupy.

### Muzea i galerie sztuki
We Lwowie od 1827 funkcjonowało Muzeum im. Lubomirskich zawierające obszerną kolekcję dzieł sztuki i pamiątek historycznych związanych z dziejami narodu polskiego, w 1857 została ufundowana Bibliotekę Baworowskich ze zbiorem dzieł sztuki, od 1869 na Wydziale Filozoficznym Uniwersytetu Lwowskiego istniała katedra historii sztuki, w ramach której działali wybitni historycy sztuki, m.in. Władysław Łoziński, Jan Bołoz Antoniewicz, Władysław Kozicki, Władysław Podlacha, Mieczysław Gębarowicz.
Najbardziej godnymi uwagi galeriami i muzeami są Lwowska Galeria Sztuki, Muzeum Religii (dawniej Muzeum Ateizmu) i Muzeum Narodowe (dawniej Muzeum Przemysłu).

### Muzyka
Rozkwit życia muzycznego we Lwowie zapoczątkowany został w XVI w. Marcin Leopolita, jeden z najwybitniejszych polskich kompozytorów doby renesansu, pochodził ze Lwowa i do Lwowa powrócił po służbie na dworze królewskim. Dużym uznaniem cieszył się zespół wokalny, a potem także wokalno-instrumentalny przy klasztorze dominikanów. W drugiej połowie XVI w. w cerkwiach także wprowadzano śpiew wielogłosowy.
Na przełomie XVII i XVIII w. ze Lwowem związany był Stanisław Sylwester Szarzyński. Działali wtedy również inni kompozytorzy, jak J. Staromiejski (ok. 1740 w kaplicy dominikanów) i Adalbert Jankowski.
Włączenie Lwowa do Austrii w 1792 spowodowały wielki napływ muzyków. Jako pierwszy powstał teatr niemiecki w 1776 (działał do 1872), a wkrótce – w lipcu 1780 – polski (działał z przerwami do końca marca 1842). Nastąpił rozwój teatru (pierwszym dyrektorem był Tomasz Truskolaski), a przedstawieniom zawsze wtedy towarzyszyła muzyka, i opery. Wśród kapelmistrzów byli tak wybitni muzycy jak Józef Elsner (w latach 1792–1799) i Karol Lipiński (1810–1814). W latach 1785–1799 teatrem kierował Wojciech Bogusławski, który wielką wagę przywiązywał do narodowego charakteru repertuaru. To właśnie on zachęcił Elsnera i Karola Kurpińskiego do komponowania oper.
Dzięki Elsnerowi we Lwowie powstało Towarzystwo Filharmoniczne, a w latach 1803–1812 i 1817–30 Johann Mederitch organizował publiczne koncerty symfoniczne. W 1826 Franz Xavier Mozart, syn Wolfganga Amadeusa, który mieszkał we Lwowie w latach 1808–1814 i 1822–38, w 1826 założył stowarzyszenie muzyki kościelnej (Cäcilien-Verein).
Ważne dla życia muzycznego we Lwowie było powstanie w 1838 towarzystwa, najpierw pod nazwą Gesellschaft zur Beförderung der Musik in Galizien, od 1848 pod nazwą Galicyjskie Towarzystwo Muzyczne, a następnie po 1918 roku pod polską nazwą Polskie Towarzystwo Muzyczne we Lwowie. Towarzystwo finansowało konserwatorium (zał. w 1870), a także kilka chórów oraz amatorską orkiestrę. W latach 1858–1887 na czele Towarzystwa, a zarazem konserwatorium, stał Karol Mikuli, uczeń Chopina. Do grona pedagogów uczących w lwowskich konserwatorium należał też m.in. Stanisław Niewiadomski (1887–1914), Henryk Melcer-Szczawiński (1897–99), Józef Koffler (1928–41), Vilém Kurz (1897–1919). Długoletnim dyrektorem konserwatorium był Mieczysław Sołtys (1899–1929), a po nim jego syn Adam (1929–39); za jego czasów chór lwowskiej szkoły uważany był za najlepszy w Polsce.

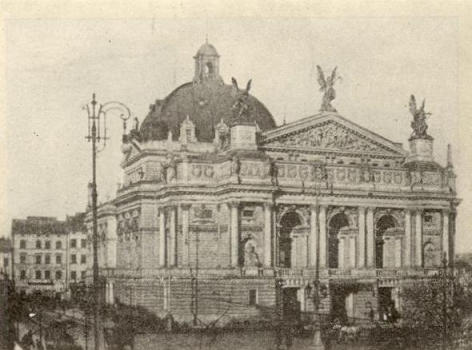
Opera we Lwowie. Nazwana imieniem Salomei Kruszelnickiej, która przez wiele lat była z nią związana jako solistka.

Lwów miał wyjątkowo efektowne teatry. W 1842 otwarto Teatr Skarbkowski, trzeci co do wielkości gmach w ówczesnej Europie Środkowej, a w 1903 jeszcze wspanialszy gmach opery, wzorowanej na wiedeńskiej. Początkowo wystawiano w niej repertuar bardzo zróżnicowany: od dramatów klasycznych w języku niemieckim i polskim, poprzez operę, operetkę, do komedii.
W 1874 we Lwowie powstał teatr ukraiński, z którym związało się wielu ukraińskich muzyków. W tym czasie polski teatr, w którym wystawiano również opery, stał się najważniejszą obok warszawskiej sceną operową w Polsce. W 1900 we Lwowie otwarto operę – Teatr Wielki. Dzięki liberalizmowi władz monarchii habsburskiej, tam właśnie możliwe były premiery polskich dzieł, na które nie zezwolono by w Warszawie.Opera Lwowska w latach międzywojennych była jedną z trzech stałych scen operowych w Polsce (obok Warszawy i Poznania). Związani byli z tą sceną m.in. Sołomija Kruszelnyćka oraz Adam Didur, który po sukcesach w La Scali wrócił do Lwowa i od 1932 kierował operą i uczył śpiewu w konserwatorium.
W 1902 powstała Filharmonia, która pracowała z przerwami, wznowiła działalność w 1921 i w następnych latach również borykała się z kłopotami, spowodowanymi kryzysem gospodarczym.
W życiu muzycznym miasta bardzo ważną rolę pełniły chóry. Były zespoły polskie, jak „Echo” (zał. 1887), „Lwowski chór akademicki” (zał. 1899) i „Lwowski chór robotniczy” (zał. 1902) – oraz ukraińskie, jak „Bojan” (zał. 1890), „Bandurys” (zał. 1905) i sławny chór dziecięcy „Dudaryk”.
W 1912 na Uniwersytecie, dzięki staraniom Adolfa Chybińskiego otwarta została druga (po krakowskiej) muzykologia w Polsce. Wydawano czasopisma poświęcone życiu muzycznemu: „Gazeta muzyczna” (1918), „Lwowskie wiadomości muzyczne i literackie” (1925–34), „Echo” (1936–37), w których publikowali m.in. Seweryn Barbag, Józef Koffler, Stefania Łobaczewska. Koncerty w poważnym stopniu organizowane było przez stowarzyszenia: w 1919 powstał Związek Muzyków we Lwowie, a w 1930 lwowska filia Międzynarodowego Towarzystwa Muzyki Współczesnej, a w 1933 Lwowskie Towarzystwo Miłośników Muzyki i Opery.
Polskie Radio Lwów uruchomione 5 stycznia 1930 było pierwszą rozgłośnią we wschodniej Polsce. Programy emitowane ze Lwowa okazały się bardzo popularne w całym kraju. Radio grało muzykę klasyczną i rozrywkową, nadawało programy publicystyczne, audycje dla młodzieży, wiadomości i msze w każdą niedzielę. Ogromną popularnością cieszyła się Wesoła Lwowska Fala, audycja kabaretowa przeplatana muzyką.
Zajęcie miasta przez ZSRR spowodowało gruntowne zmiany w życiu muzycznym, które przeorganizowano na wzór sowiecki. Wyraźne oparcie otrzymali też przede wszystkim muzycy ukraińscy. Ogromna większość żydowskich artystów zginęła, lub uciekła. Wielu polskich artystów zostało deportowanych do azjatyckiej części ZSRR. Część z nich po wojnie powróciła do Polski.
Od 2012 roku we Lwowie organizowany jest międzynarodowy festiwal Odkrywamy Paderewskiego.

## Nauka

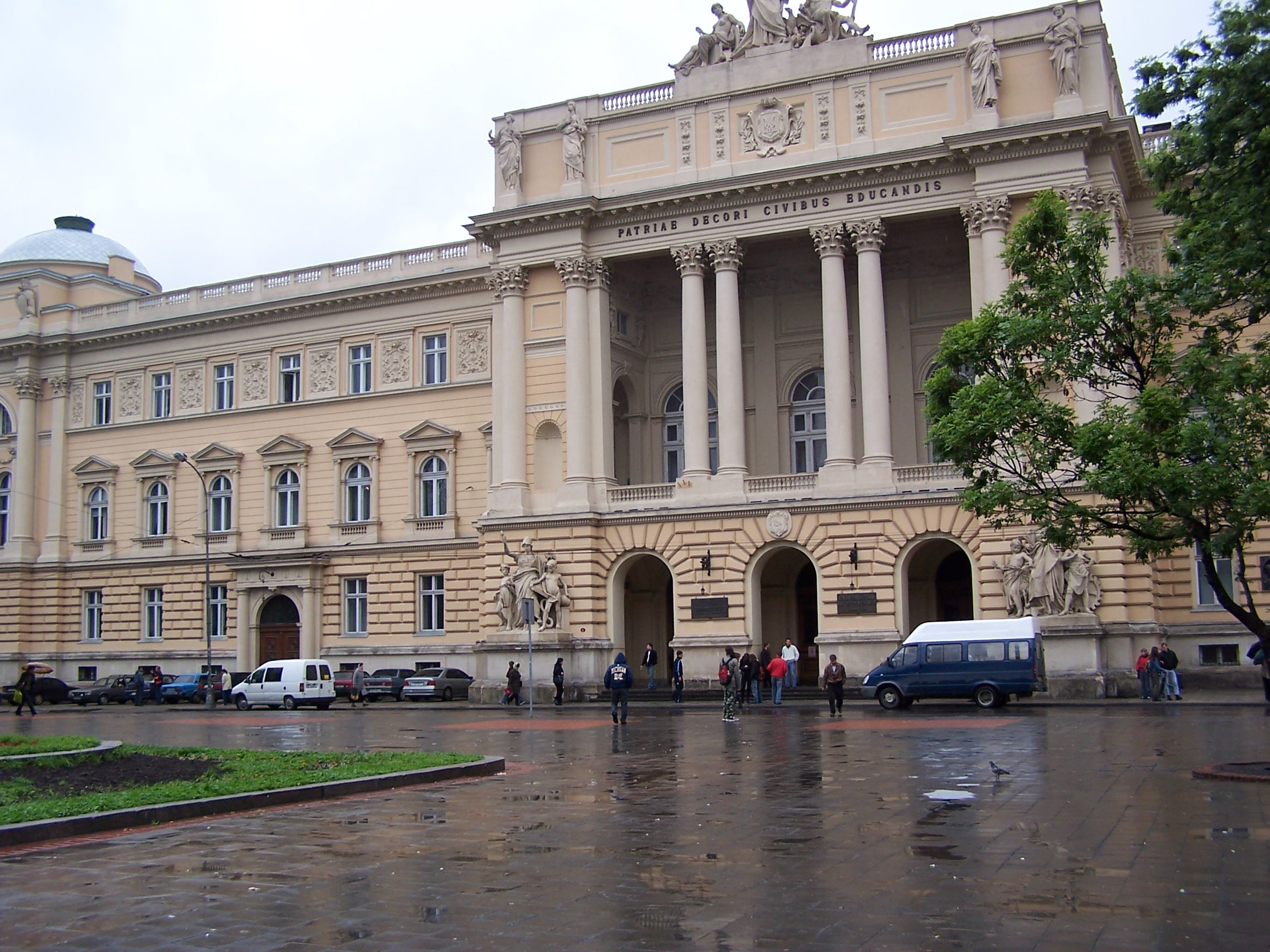
Uniwersytet Lwowski

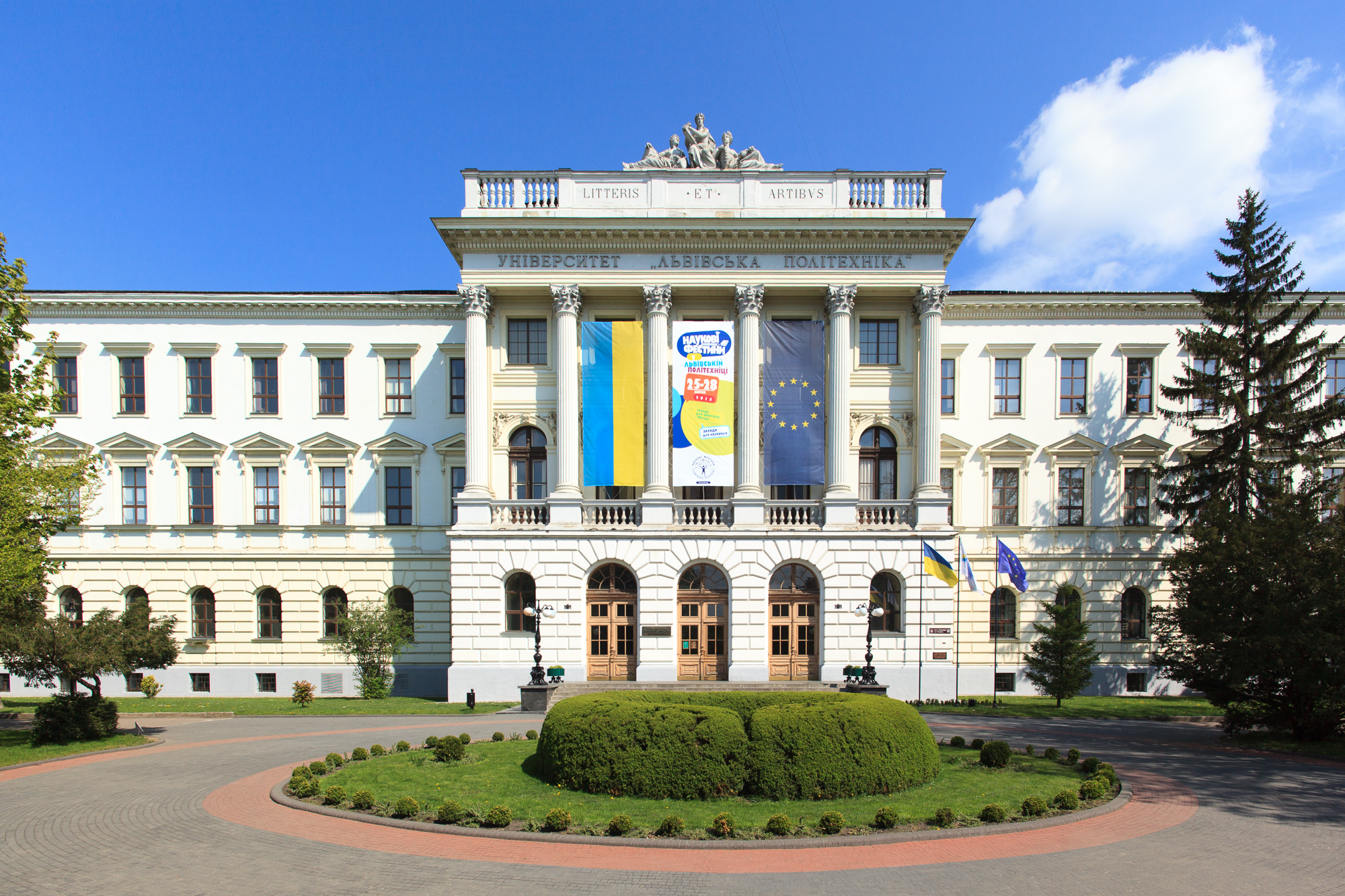
Politechnika Lwowska

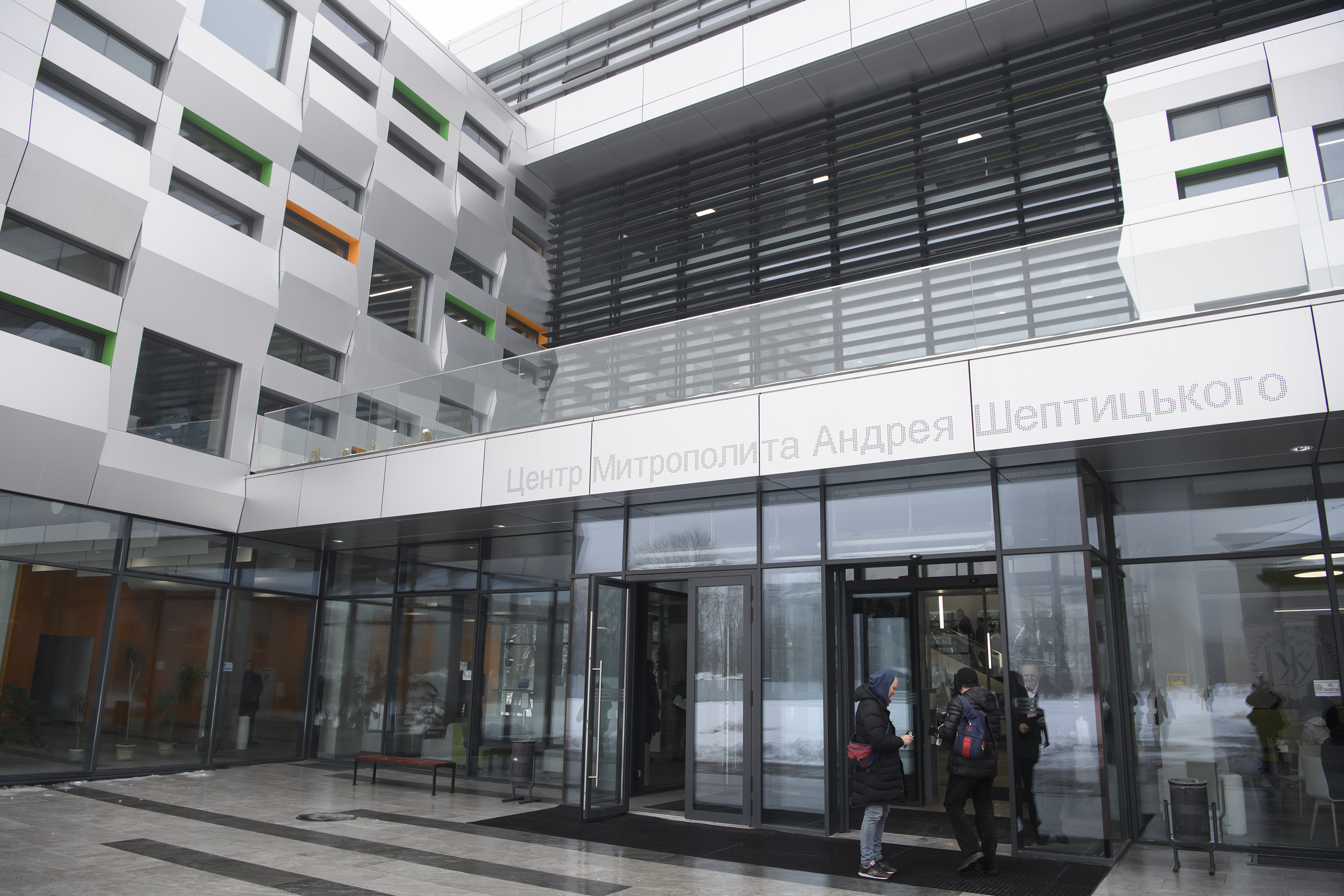
Ukraiński Uniwersytet Katolicki

Lwów należy do najważniejszych ośrodków akademickich na Ukrainie. Jest siedzibą Politechniki Lwowskiej założonej w 1843 i Uniwersytetu Lwowskiego założonego w 1661, który jest jednym z najstarszych w Europie Środkowej. Prestiż Uniwersytetu znacznie wzrósł dzięki pracom profesora Kazimierza Twardowskiego (1866–1938), jednego z założycieli szkoły lwowsko-warszawskiej. Z tutejszym uniwersytetem związani byli wybitni polscy matematycy tacy jak Stefan Banach, Juliusz Schauder czy Stanisław Ulam.
Od 2007 we Lwowie działa Ukraiński Uniwersytet Katolicki (ukr. Украї́нський католи́цький університе́т) otworzony w 1994 jako Lwowska Akademia Teologiczna.

## Religia
Od początku swego istnienia Lwów był miastem różnorodnym etnicznie i religijnie. Przed kasatą józefińską we Lwowie było ok. 60 świątyń. Najstarsze z nich zbudowane były w XIII wieku. Trzy największe chrześcijańskie grupy wyznaniowe: katolicy (głównie Polacy i Niemcy), prawosławni (głównie Rusini i Grecy), wyznawcy Kościoła Ormiańskiego (Ormianie), miały swe biskupstwa we Lwowie od XVI w. (przy czym lwowskie arcybiskupstwo łacińskie istniało już od 1412).
W 1909 ukonstytuowała się Chrześcijańsko-mennonicka Gmina Kiernica-Lwów. Należący do niej dom modlitwy, kancelaria parafialna, mieszkania duchownych i bursa dla studentów znajdowały się do 1939 we wzniesionej w 1888 willi Władysława Godowskiego przy ul. Jana Kochanowskiego (obecnie ul. Kostii Lewyckiego) 23.
Lwów jest obecnie siedzibą archidiecezji lwowskiej i pozostaje centrum Kościoła rzymskokatolickiego na Ukrainie, a także Ukraińskiej Cerkwi greckokatolickiej. We Lwowie swoją siedzibę ma eparchia lwowska Ukraińskiego Kościoła Prawosławnego Patriarchatu Moskiewskiego. Eparchię lwowsko-sokalską i eparchię lwowską prowadzi także Kościół Prawosławny Ukrainy. Obecny jest także Apostolski Kościół Ormiański oraz Adwentyści Dnia Siódmego. W mieście działa ponad 50 zborów Świadków Jehowy, a 21 z nich korzysta z dużego kompleksu Sal Królestwa. W mieście znajduje się również Biuro Oddziału koordynujące działalność tego wyznania na Ukrainie.
Najliczniej reprezentowaną grupą religijną są grekokatolicy obrządku bizantyjsko-ukraińskiego. W obrządku tym oprócz księży diecezjalnych posługują tam także zgromadzenia zakonne: redemptoryści, bazylianie, redemptorystki misjonarki oraz Służebnice NMP.

### Żydzi lwowscy
Lwów posiadał przed wojną dużą i aktywną wspólnotę żydowską. Spis powszechny z 1931 wykazał, że spośród 312 231 osób zamieszkujących Lwów, 75 316 posługiwało się na co dzień w mowie językiem jidysz lub hebrajskim. Do 1941 w mieście znajdowało się około 45 synagog i domów modlitewnych. W dniach 25–29 lipca 1941 miał miejsce pogrom ludności żydowskiej określany jako Dni Petlury (nazwa od Symona Petlury), w trakcie których niemieckie Einsatzgruppen z udziałem nacjonalistów ukraińskich zamordowały około 2 tys. Żydów.
Podczas II wojny światowej, w 1941 hitlerowcy zniszczyli synagogę główną, a w następnych latach kolejne synagogi. Żydzi zostali przesiedleni do lwowskiego getta położonego w północnej części miasta (Zamarstynów). W pierwszej połowie 1942 większość z nich w ramach Holocaustu (Aktion Reinhard) została deportowana przez niemieckie władze okupacyjne do obozu zagłady Bełżec w Bełżcu i zamordowana przez SS w komorach gazowych obozu zagłady.
Według spisu ludności z 1910 osób wyznania rzymskokatolickiego było we Lwowie 101 267 (51,7%), żydowskiego 56 751 (29%), a greckokatolickiego 34 454 (17,1%).

## Sport

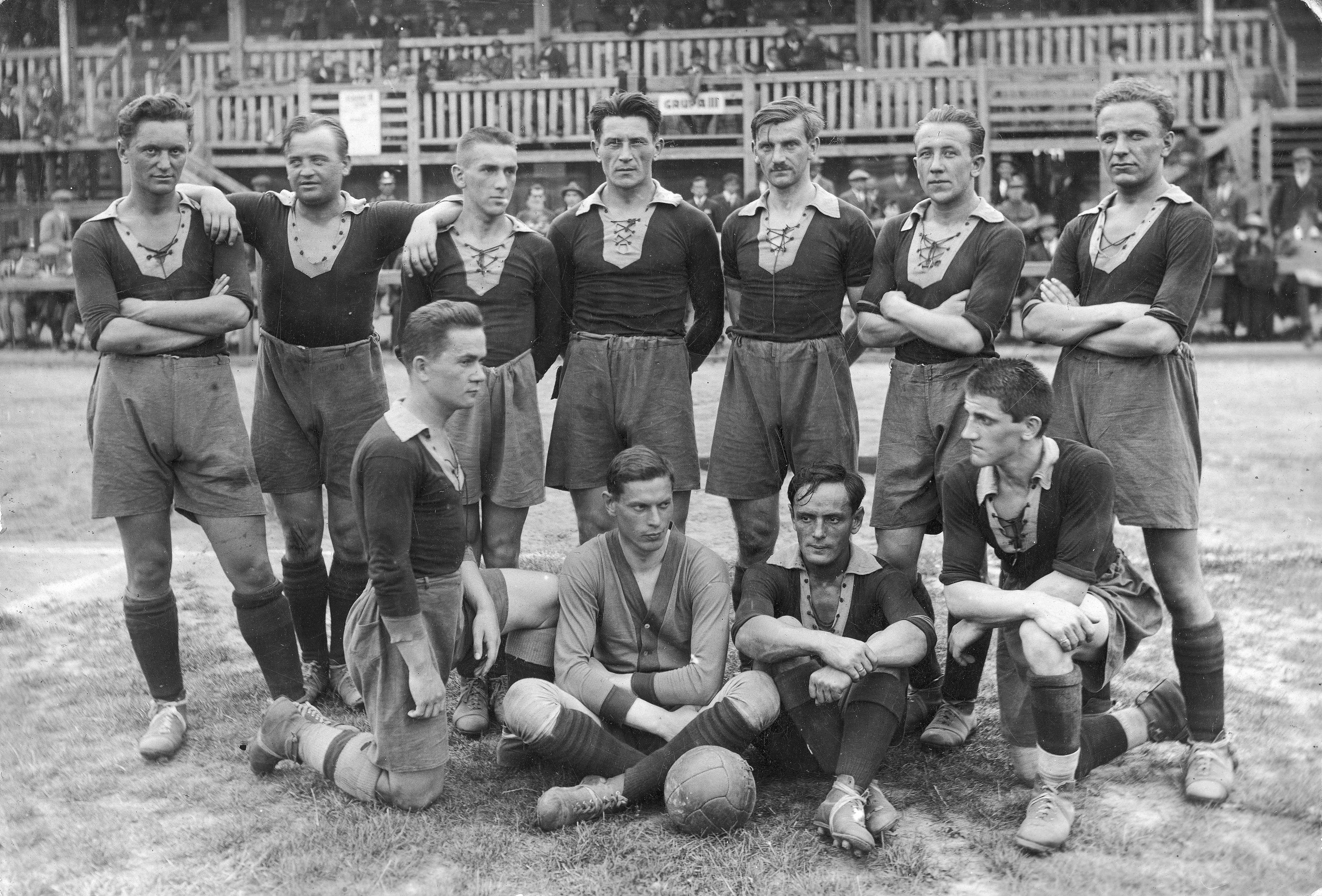
Piłkarska drużyna Pogoni Lwów z mistrzowskiego sezonu 1926

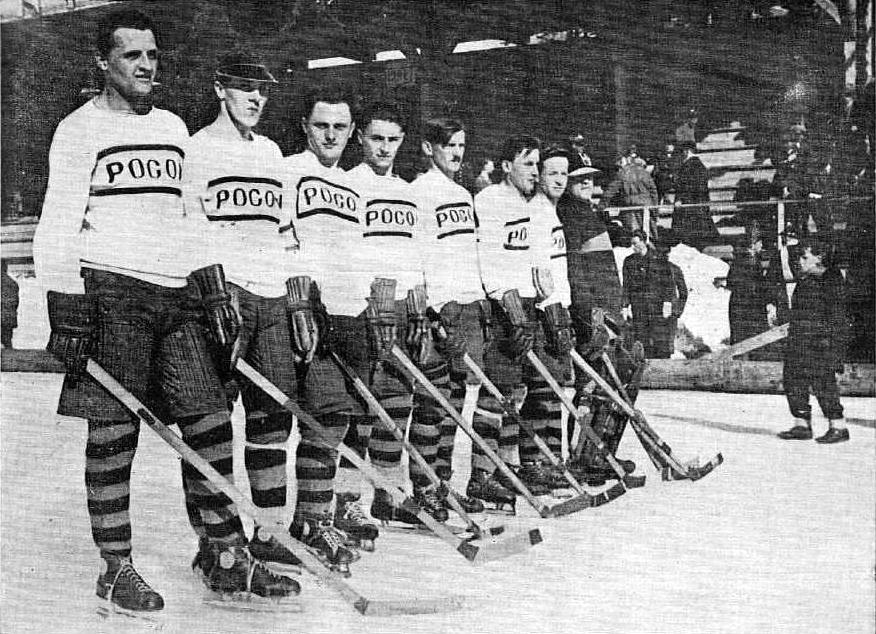
Hokeiści Pogoni Lwów w 1929 roku

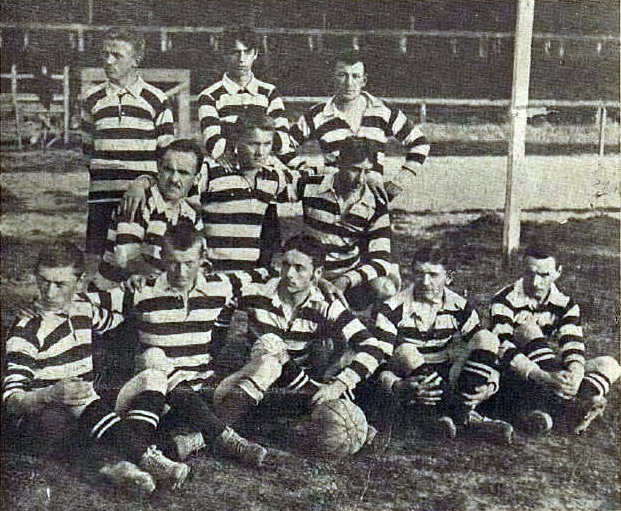
Piłkarze Lechii Lwów w 1909 roku

Przed I wojną światową Lwów był jednym z najważniejszych polskich ośrodków sportowych. We Lwowie w 1867 roku powstało pionierskie polskie stowarzyszenie sportowe – Polskie Towarzystwo Gimnastyczne „Sokół”. We Lwowie powstały też pierwsze polskie kluby piłkarskie i wielosekcyjne. W okresie międzywojennym lwowskie kluby sięgały po medale mistrzostw Polski w różnych dyscyplinach. Jednym z najbardziej prestiżowych pojedynków derbowych w Polsce były tzw. wielkie derby Lwowa pomiędzy Pogonią Lwów a Czarnymi Lwów. Znawca polskiego futbolu, prof. Jerzy Talaga określił Lwów kolebką polskiej piłki nożnej. W latach 1930–1933 we Lwowie odbywały się jedyne w Polsce wyścigi Grand Prix, a w 1931 rozegrano tu po raz pierwszy w Polsce Mistrzostwa Świata w Strzelectwie.
Aeroklub Lwowski został założony w lutym 1928 (wcześniej działały Związek Awiatyczny i Akademicki Aeroklub we Lwowie). Aeroklub był organizatorem krajowych zawodów lotniczych, np. w 1933 roku odbył się zlot samolo „Zlot Gwieździsty” i „Lwowski Wyścig” samolotów turystycznych w obwodzie zamkniętym.
Kluby przedwojenne, grające na poziomie I-III:
- LKS Lechia Lwów – pierwszy lwowski klub piłkarski (później wielosekcyjny), założony w sierpniu 1903, hokejowy wicemistrz Polski 1935
- I. WCKS Czarni Lwów – drugi lwowski klub piłkarski (później wielosekcyjny) założony w 1903, kilka dni później niż Lechia jako I. LKPN „Sława” Lwów, hokejowy mistrz Polski 1935
- LKS Pogoń Lwów – najbardziej utytułowany klub piłkarski (później wielosekcyjny) założony w 1904, mistrz Polski w latach 1922, 1923, 1925, 1926, nieoficjalnie w 1924, hokejowy mistrz Polski 1933
- ŻKS Hasmonea Lwów – żydowski klub sportowy (06.1908–1939)
- LKS Sparta Lwów – polski klub wielosekcyjny (1910–1939), finalista pierwszych rozgrywek o piłkarski Puchar Polski 1925
- ST Ukraina Lwów – ukraiński klub sportowy (1911–1944)
- Sokół Macierz Lwów – polskie towarzystwo gimnastyczne (1919–1947), zdobywca siatkarskiego Pucharu Polski 1933
- RKS Lwów – robotniczy klub piłkarski (1921–1939), którego wychowankiem był Kazimierz Górski
- AZS Lwów – akademicki związek sportowy (08.03.1922–1939), brązowy medalista mistrzostw Polski w koszykówce 1939, wicemistrz Polski w siatkówce kobiet 1934, 1935
- DS Drugi Sokół Lwów – polski klub wielosekcyjny (1922–1939), siatkarski mistrz Polski 1939
- LKS Świteź Lwów – polski klub sportowy (1922–1939)
- DKS Lwów – dantystyczny klub sportowy (1922–1927)
- KSZS Strzelec Lwów – klub sportowy Związku Strzeleckiego (1922–1939)
- SKS Biali Lwów – sokoli klub sportowy (1922–1929, 1934)
- ŻKS Jutrzenka Lwów – żydowski klub sportowy (1922–1935)
- ŻKS Makkabi Lwów – żydowski klub sportowy (1922–1935)
- ŻRKS Metal Lwów – żydowski robotniczy klub sportowy (1922–1932)
- KS Kresovia Lwów – polski klub sportowy (1923–1929)
- SK VIS Lwów – niemiecki klub sportowy (1923–1931)
- LKS MZE Lwowianka Lwów – lwowski klub sportowy Miejskich Zakładów Elektrycznych (1923–1939)
- RKS ZZK Lwów – robotniczy klub sportowy Związku Zawodowego Kolejarzy (1924–1939)
- KS Biały Orzeł Lwów – polski klub sportowy (1925–1939)
- WKS 6 plotn. Lwów – wojskowy klub sportowy 6 Pułku Lotniczego (1925–1939)
- KS Grażyna Lwów – polski klub sportowy (1925–1928)
- KSDL Grafika Lwów – klub sportowy drukarzy lwowskich (1925–1939)
- TSL Lwów – towarzystwo szkoły ludowej (1926–1939)
- ŻKS Rekord Lwów – żydowski klub sportowy (1926–1939)
- LKS Imperator Lwów – polski klub sportowy (1927–1939)
- KSZL Legion Lwów – klub sportowy Związku Legionistów (1927–1932)
- ŻRKS Placówka Lwów – żydowski robotniczy klub sportowy (1927)
- LKS Zenit Lwów – polski klub sportowy (1928–1939)
- KS Oldboye Lwów – polski klub sportowy (1931–1933)
- ŻKS Dror Lwów – żydowski klub sportowy (1931)
- LKS Zniesieczanka Lwów – polski klub sportowy (1933–1939)
- KS Jagiellonia Lwów – polski klub sportowy (1938–1939)

Kluby przedwojenne, grające na poziomie IV i niżej:
KS Abstynenci Lwów, ŻKS Amatorzy Lwów, ŻKS Bar Kochba Lwów, KS Błękitni Lwów, USK (Ukraiński Sportowy Klub) Bohun Lwów, KS Browar Lwów, RKS Budowlani Lwów, USK Buj-Tur Lwów, USK Burewij Lwów, USK Chmara Lwów, USK Czornomorci Lwów, TZR (Towarzystwo Zabaw Ruchowych) Czuwaj Lwów, USK Dnipro Winniki, USK Garbarnia Lwów, ŻKS Gladyator Lwów, KS Gol Lwów, USK Gong Lwów, RKS Granit Lwów, RSWF (Robotnicze Stowarzyszenie Wychowania Fizycznego) Gwiazda Stern Lwów, ŻKS Hagibor Lwów, ŻKS Hakoah Bogdanowka, ŻRKS Hapoel Lwów, KSZS (Klub Sportowy Związku Strzeleckiego) Heros Lwów, ŻKS Hertha Lwów, RKS Hutniczanka Lwów, LKS Janowianka Lwów, KS Jedenastka Lwów (Zimna Woda), RSWF (Robotnicze Stowarzyszenie Wychowania Fizycznego) Jutrznia Lwów, ŻKS Kadimah Lwów, ŻKS Kadur Lwów, USK Kameniari Lwów, USK Kometa Lwów, KS Lauda Lwów, ŻKS Leonia Lwów, ŻKS Leopolis Lwów, KS Lot Riasne (Batorówka, Lwów), USK Łuh Lwów, KS Łyczakovia Lwów, USK Meta Lwów (UST Sokił III Lwów), ŻRKS Naprzód Lwów, KPW (Kolejowe Przysposobienie Wojskowe) Ognisko Lwów, ŻKS Olympia Lwów, KS PAST (Polska Akcyjna Spółka Telefoniczna) Lwów, PKS (Policyjny Klub Sportowy) Lwów, RKS Pocisk Lwów, KS Poczta Lwów, PKS (Polski Klub Sportowy) Polonia Lwów, SS (Sekcja Sportowa) Praca Polska Lwów, KS Rapid Lwów, ŻKS Rdifach Lwów, KS Ruch Lwów, USK Rusałka Lwów, ŻKS Samson Lwów, ŻRKS Siła Lwów, WKS Skniłów (Lwów), KS SKR Lwów, UST Sokił IV Lwów, KS Spedytorzy Lwów, UST (Ukraińskie Sportowe Towarzystwo) Step Lwów, 1.RSK (Ruski Sportowy Klub) Swiatohor Lwów, USK Syła Lwów, ŻKS Syonid Lwów, LKSG (Lwowski Klub Sportowy Głuchoniemych) Świt Lwów, LKS Triumfator Lwów, USK Tryzub Lwów, TSL (Towarzystwo Szkoły Ludowej) Lewandówka, TSL (Towarzystwo Szkoły Ludowej) Skniłówek, USK Ukraińska Reklama Lwów, LKS Unia Lwów, LKS Urania Lwów, URSK (Ukraiński Rzemieślniczy Sportowy Klub) Lwów (były Karmeluk Lwów), USK Lwów, USSK (Ukraiński Studencki Sportowy Klub) Lwów, KS Victoria Lwów, LKS Wolność Lwów, USK Zaporiżżia Lwów, URSK (Ukraińskie Ruchankowe Sportowe Towarzystwo) Zoria Lwów, WKS Zorza Lwów (Winniki).
Nieistniejące kluby piłkarskie utworzone po 1939 roku (grające na poziomie ogólnokrajowym):
| - Awtomobilist Lwów - Dynamo Lwów - Czerwonyj Prapor Lwów - MFK Ełektron Lwów - MFK Fakeł Lwów - Hałyczyna Lwów - Hałyczyna-Karpaty Lwów - MFK In.IT Lwów - Iskra Lwów - MFK Kniażyj Rynok Lwów - FK Lwiw-Jantaroczka - MFK Lwiwchołod Lwów - Lwiwianka Lwów - MFK Lwiwśka Pywowarnia Lwów | - FK Lwów (1992) - FK Lwów - LWWPU Lwów - SKA Lwów - SKA-Orbita Lwów - SKIF Lwów (piłka nożna kobiet) - Skify Lwów - Sokił Lwów - Spartak Lwów - MFK Tajm Lwów - Torpedo Lwów - MFK TWD Lwów - MFK MFK Ukraina Lwów - Zirka Lwów |

Obecnie istniejące kluby piłkarskie (grające na poziomie ogólnokrajowym):
- Karpaty Lwów
- Ruch Lwów
- MFK Enerhija Lwów
- LKS Pogoń Lwów – reaktywowana 10 października 2009

Największym obiektem sportowym we Lwowie jest Arena Lwów, gdzie rozegrane zostały trzy mecze grupowe Euro 2012.

## Miasta partnerskie
Miasta partnerskie Lwowa:

- Banja Luka, Bośnia i Hercegowina (22.09.2004)
- Budapeszt, Węgry (18.10.2003)
- Chengdu, Chińska Republika Ludowa (10.05.2017)
- Fryburg Bryzgowijski, Niemcy (24.08.1989)
- Kraków, Polska (23.10.1995)
- Kutaisi, Gruzja (16.10.2002)
- Lublin, Polska (15.01.2004)
- Łódź, Polska (28.11.2003)
- Nowy Sad, Serbia (7.05.2005)
- Oleszyce[107]
- Płowdiw, Bułgaria (31.05.2016)
- Przemyśl, Polska (10.06.1995)
- Rochdale, Wielka Brytania (26.08.1992)
- Rzeszów, Polska (4.04.1992)
- Tbilisi, Gruzja
- Winnipeg, Kanada (26.11.1973)
- Wilno, Litwa (7.03.2014)
- Wrocław, Polska (28.11.2003)